# Séries éliminatoires de la Coupe Stanley 2000
Année précédente Année suivante
Les séries éliminatoires de la Coupe Stanley 2000 font suite à la saison 1999-2000 de la Ligue nationale de hockey.

## Tableau récapitulatif
|  | Quarts de finale d'association | Quarts de finale d'association | Quarts de finale d'association |   |             | Demi-finales d'association | Demi-finales d'association | Demi-finales d'association |  |   | Finales d'association | Finales d'association | Finales d'association |  |    | Finale de la Coupe Stanley | Finale de la Coupe Stanley | Finale de la Coupe Stanley |
|  |                                |                                |                                |   |             |                            |                            |                            |  |   |                       |                       |                       |  |    |                            |                            |                            |
|  | 1                              | Philadelphie                   | 4                              |   |             |                            |                            |                            |  |   |                       |                       |                       |  |    |                            |                            |                            |
|  | 8                              | Buffalo                        | 1                              |   |             |                            |                            |                            |  |   |                       |                       |                       |  |    |                            |                            |                            |
|  | 8                              | Buffalo                        | 1                              |   | 1           | Philadelphie               | 4                          |                            |  |   |                       |                       |                       |  |    |                            |                            |                            |
|  |                                |                                |                                |   | 1           | Philadelphie               | 4                          |                            |  |   |                       |                       |                       |  |    |                            |                            |                            |
|  |                                | 7                              | Pittsburgh                     | 2 |             |                            |                            |                            |  |   |                       |                       |                       |  |    |                            |                            |                            |
|  | 2                              | 7                              | Pittsburgh                     | 2 | Washington  | 1                          |                            |                            |  |   |                       |                       |                       |  |    |                            |                            |                            |
|  | 2                              |                                |                                |   | Washington  | 1                          |                            |                            |  |   |                       |                       |                       |  |    |                            |                            |                            |
|  | 7                              | Pittsburgh                     | 4                              |   |             |                            |                            |                            |  |   |                       |                       |                       |  |    |                            |                            |                            |
|  | 7                              | Pittsburgh                     | 4                              |   |             |                            |                            |                            |  | 1 | Philadelphie          | 3                     |                       |  |    |                            |                            |                            |
|  | Association de l'Est           |                                |                                |   |             |                            |                            |                            |  | 1 | Philadelphie          | 3                     |                       |  |    |                            |                            |                            |
|  |                                | 4                              | New Jersey                     | 4 |             |                            |                            |                            |  |   |                       |                       |                       |  |    |                            |                            |                            |
|  | 3                              | 4                              | New Jersey                     | 4 | Toronto     | 4                          |                            |                            |  |   |                       |                       |                       |  |    |                            |                            |                            |
|  | 3                              |                                |                                |   | Toronto     | 4                          |                            |                            |  |   |                       |                       |                       |  |    |                            |                            |                            |
|  | 6                              | Ottawa                         | 2                              |   |             |                            |                            |                            |  |   |                       |                       |                       |  |    |                            |                            |                            |
|  | 6                              | Ottawa                         | 2                              |   | 3           | Toronto                    | 2                          |                            |  |   |                       |                       |                       |  |    |                            |                            |                            |
|  |                                |                                |                                |   | 3           | Toronto                    | 2                          |                            |  |   |                       |                       |                       |  |    |                            |                            |                            |
|  |                                | 4                              | New Jersey                     | 4 |             |                            |                            |                            |  |   |                       |                       |                       |  |    |                            |                            |                            |
|  | 4                              | 4                              | New Jersey                     | 4 | New Jersey  | 4                          |                            |                            |  |   |                       |                       |                       |  |    |                            |                            |                            |
|  | 4                              |                                |                                |   | New Jersey  | 4                          |                            |                            |  |   |                       |                       |                       |  |    |                            |                            |                            |
|  | 5                              | Floride                        | 0                              |   |             |                            |                            |                            |  |   |                       |                       |                       |  |    |                            |                            |                            |
|  | 5                              | Floride                        | 0                              |   |             |                            |                            |                            |  |   |                       |                       |                       |  | E4 | New Jersey                 | 4                          |                            |
|  |                                |                                |                                |   |             |                            |                            |                            |  |   |                       |                       |                       |  | E4 | New Jersey                 | 4                          |                            |
|  |                                | O2                             | Dallas                         | 2 |             |                            |                            |                            |  |   |                       |                       |                       |  |    |                            |                            |                            |
|  | 1                              | O2                             | Dallas                         | 2 | Saint-Louis | 3                          |                            |                            |  |   |                       |                       |                       |  |    |                            |                            |                            |
|  | 1                              |                                |                                |   | Saint-Louis | 3                          |                            |                            |  |   |                       |                       |                       |  |    |                            |                            |                            |
|  | 8                              | San José                       | 4                              |   |             |                            |                            |                            |  |   |                       |                       |                       |  |    |                            |                            |                            |
|  | 8                              | San José                       | 4                              |   | 2           | Dallas                     | 4                          |                            |  |   |                       |                       |                       |  |    |                            |                            |                            |
|  |                                |                                |                                |   | 2           | Dallas                     | 4                          |                            |  |   |                       |                       |                       |  |    |                            |                            |                            |
|  |                                | 8                              | San José                       | 1 |             |                            |                            |                            |  |   |                       |                       |                       |  |    |                            |                            |                            |
|  | 2                              | 8                              | San José                       | 1 | Dallas      | 4                          |                            |                            |  |   |                       |                       |                       |  |    |                            |                            |                            |
|  | 2                              |                                |                                |   | Dallas      | 4                          |                            |                            |  |   |                       |                       |                       |  |    |                            |                            |                            |
|  | 7                              | Edmonton                       | 1                              |   |             |                            |                            |                            |  |   |                       |                       |                       |  |    |                            |                            |                            |
|  | 7                              | Edmonton                       | 1                              |   |             |                            |                            |                            |  | 2 | Dallas                | 4                     |                       |  |    |                            |                            |                            |
|  | Association de l'Ouest         |                                |                                |   |             |                            |                            |                            |  | 2 | Dallas                | 4                     |                       |  |    |                            |                            |                            |
|  |                                | 3                              | Colorado                       | 3 |             |                            |                            |                            |  |   |                       |                       |                       |  |    |                            |                            |                            |
|  | 3                              | 3                              | Colorado                       | 3 | Colorado    | 4                          |                            |                            |  |   |                       |                       |                       |  |    |                            |                            |                            |
|  | 3                              |                                |                                |   | Colorado    | 4                          |                            |                            |  |   |                       |                       |                       |  |    |                            |                            |                            |
|  | 6                              | Phoenix                        | 1                              |   |             |                            |                            |                            |  |   |                       |                       |                       |  |    |                            |                            |                            |
|  | 6                              | Phoenix                        | 1                              |   | 3           | Colorado                   | 4                          |                            |  |   |                       |                       |                       |  |    |                            |                            |                            |
|  |                                |                                |                                |   | 3           | Colorado                   | 4                          |                            |  |   |                       |                       |                       |  |    |                            |                            |                            |
|  |                                | 4                              | Détroit                        | 1 |             |                            |                            |                            |  |   |                       |                       |                       |  |    |                            |                            |                            |
|  | 4                              | 4                              | Détroit                        | 1 | Détroit     | 4                          |                            |                            |  |   |                       |                       |                       |  |    |                            |                            |                            |
|  | 4                              |                                |                                |   | Détroit     | 4                          |                            |                            |  |   |                       |                       |                       |  |    |                            |                            |                            |
|  | 5                              | Los Angeles                    | 0                              |   |             |                            |                            |                            |  |   |                       |                       |                       |  |    |                            |                            |                            |

## Résultats détaillés

### Quarts de finale d'association

#### Philadelphie contre Buffalo
Philadelphie gagne la série 4–1.
| 13 avril | Philadelphie | 3-2 (2-0, 0-2, 1-0) | Buffalo | First Union Center 19 607 spectateurs |

| Feuille de match | Feuille de match | Feuille de match    | Feuille de match                                                                    | Feuille de match                                                          |
| ---------------- | --- | ------------------- | ----------------------------------------------------------------------------------- | ------------------------------------------------------------------------- |
|                  | Jones (McGillis, Langkow) — 14 min 56 s (SN) Langkow (Desjardins) — 19 min 52 s (IN) Gagné (Primeau, LeClair) — 45 min 33 s (SN) | 1-0 2-0 2-1 2-2 3-2 | Barnes (Sanderson, Gratton) — 25 min 53 s (SN) Šatan (Gilmour, Brown) — 32 min 22 s | Arbitrage : Mark Faucette Don VanMassenhoven Brad Lazarowich Dan Schachte |
| Brian Boucher    | Gardiens | Dominik Hašek       |                                                                                     | Arbitrage : Mark Faucette Don VanMassenhoven Brad Lazarowich Dan Schachte |
| 12 min           | Pénalités | 16 min              |                                                                                     | Arbitrage : Mark Faucette Don VanMassenhoven Brad Lazarowich Dan Schachte |
| 30               | Tirs | 20                  |                                                                                     | Arbitrage : Mark Faucette Don VanMassenhoven Brad Lazarowich Dan Schachte |

| 14 avril | Philadelphie | 2-1 (0-1, 1-0, 1-0) | Buffalo | First Union Center 19 752 spectateurs |

| Feuille de match | Feuille de match                                                                    | Feuille de match | Feuille de match                     | Feuille de match                                                    |
| ---------------- | ----------------------------------------------------------------------------------- | ---------------- | ------------------------------------ | ------------------------------------------------------------------- |
|                  | LeClair (McGillis, Gagné) — 24 min 53 s (SN) Desjardins (Recchi) — 44 min 47 s (SN) | 0-1 1-1 2-1      | Šatan (Woolley, Brown) — 10 min 40 s | Arbitrage : Michael McGeough Rob Shick Brad Lazarowich Dan Schachte |
| Brian Boucher    | Gardiens                                                                            | Dominik Hašek    |                                      | Arbitrage : Michael McGeough Rob Shick Brad Lazarowich Dan Schachte |
| 8 min            | Pénalités                                                                           | 12 min           |                                      | Arbitrage : Michael McGeough Rob Shick Brad Lazarowich Dan Schachte |
| 27               | Tirs                                                                                | 31               |                                      | Arbitrage : Michael McGeough Rob Shick Brad Lazarowich Dan Schachte |

| 16 avril | Buffalo | 0-2 (0-1, 0-0, 0-1) | Philadelphie | HSBC Arena 18 690 spectateurs |

| Feuille de match | Feuille de match | Feuille de match | Feuille de match                                                                | Feuille de match                                                  |
| ---------------- | ---------------- | ---------------- | ------------------------------------------------------------------------------- | ----------------------------------------------------------------- |
|                  |                  | 0-1 0-2          | LeClair (Gagné, Primeau) — 15 min 30 s (SN) Recchi (Therien) — 59 min 22 s (CV) | Arbitrage : Bill McCreary Lance Roberts Wayne Bonney Jay Sharrers |
| Dominik Hašek    | Gardiens         | Brian Boucher    |                                                                                 | Arbitrage : Bill McCreary Lance Roberts Wayne Bonney Jay Sharrers |
| 14 min           | Pénalités        | 8 min            |                                                                                 | Arbitrage : Bill McCreary Lance Roberts Wayne Bonney Jay Sharrers |
| 17               | Tirs             | 27               |                                                                                 | Arbitrage : Bill McCreary Lance Roberts Wayne Bonney Jay Sharrers |

| 18 avril | Buffalo | 3-2 (pr) (1-0, 1-2, 0-0, 1-0) | Philadelphie | HSBC Arena 18 690 spectateurs |

| Feuille de match | Feuille de match | Feuille de match    | Feuille de match                                                                      | Feuille de match                                                |
| ---------------- | --- | ------------------- | ------------------------------------------------------------------------------------- | --------------------------------------------------------------- |
|                  | Brown (Šatan, Woolley) — 2 min 39 s (SN) Šatan (Ward, Brown) — 21 min 3 s Barnes (Patrick, Sanderson) — 64 min 42 s | 1-0 2-0 2-1 2-2 3-2 | Tocchet (Recchi, White) — 33 min 55 s (SN) Primeau (Recchi, Desjardins) — 38 min 25 s | Arbitrage : Dan Marouelli Brad Watson Wayne Bonney Jay Sharrers |
| Dominik Hašek    | Gardiens | Brian Boucher       |                                                                                       | Arbitrage : Dan Marouelli Brad Watson Wayne Bonney Jay Sharrers |
| 16 min           | Pénalités | 26 min              |                                                                                       | Arbitrage : Dan Marouelli Brad Watson Wayne Bonney Jay Sharrers |
| 34               | Tirs | 28                  |                                                                                       | Arbitrage : Dan Marouelli Brad Watson Wayne Bonney Jay Sharrers |

| 20 avril | Philadelphie | 5-2 (1-1, 2-0, 2-1) | Buffalo | First Union Center 19 801 spectateurs |

| Feuille de match | Feuille de match | Feuille de match            | Feuille de match                                                                      | Feuille de match                                                 |
| ---------------- | --- | --------------------------- | ------------------------------------------------------------------------------------- | ---------------------------------------------------------------- |
|                  | McGillis (Desjardins, Tocchet) — 19 min 52 s LeClair (Primeau, McGillis) — 29 min 47 s (SN) Langkow (Tocchet, Gagné) — 32 min 52 s Gagné (Desjardins, Tocchet) — 49 min 55 s (SN) Langkow — 59 min 59 s (SN + CV) | 0-1 1-1 2-1 3-1 3-2 4-2 5-2 | Šmehlík (Tsyplakow, Peca) — 8 min 44 s Barnes (Šatan, Afinoguenov) — 43 min 34 s (SN) | Arbitrage : Stephen Walkom Richard Trottier Swede Knox Mike Cvik |
| Brian Boucher    | Gardiens | Dominik Hašek               |                                                                                       | Arbitrage : Stephen Walkom Richard Trottier Swede Knox Mike Cvik |
| 6 min            | Pénalités | 12 min                      |                                                                                       | Arbitrage : Stephen Walkom Richard Trottier Swede Knox Mike Cvik |
| 37               | Tirs | 22                          |                                                                                       | Arbitrage : Stephen Walkom Richard Trottier Swede Knox Mike Cvik |

#### Washington contre Pittsburgh
Pittsburgh gagne la série 4–1.
| 13 avril | Washington | 0-7 (0-3, 0-3, 0-1) | Pittsburgh | MCI Center 18 672 spectateurs |

| Feuille de match                            | Feuille de match | Feuille de match            | Feuille de match | Feuille de match                                                 |
| ------------------------------------------- | ---------------- | --------------------------- | --- | ---------------------------------------------------------------- |
|                                             |                  | 0-1 0-2 0-3 0-4 0-5 0-6 0-7 | Laukkanen (Kovaliov, Straka) — 2 min 30 s Lang (Jágr, Beránek) — 6 min 34 s (SN) Straka (Laukkanen, Jágr) — 11 min 26 s (SN) Šlégr (Jágr, Hrdina) — 23 min Hrdina (Šlégr, Jonsson) — 32 min 3 s Wright (Jágr, Kovaliov) — 33 min 32 s Laukkanen (Hrdina, Kovaliov) — 40 min 33 s (SN) | Arbitrage : Michael McGeough Rob Shick Wayne Bonney Jay Sharrers |
| Olaf Kölzig Craig Billington (à 40 min 0 s) | Gardiens         | Ron Tugnutt                 | | Arbitrage : Michael McGeough Rob Shick Wayne Bonney Jay Sharrers |
| 27 min                                      | Pénalités        | 21 min                      | | Arbitrage : Michael McGeough Rob Shick Wayne Bonney Jay Sharrers |
| 32                                          | Tirs             | 26                          | | Arbitrage : Michael McGeough Rob Shick Wayne Bonney Jay Sharrers |

| 15 avril | Pittsburgh | 2-1 (pr) (0-1, 1-0, 0-0, 1-0) | Washington | Mellon Arena 16 366 spectateurs |

| Feuille de match | Feuille de match                                                              | Feuille de match | Feuille de match                                   | Feuille de match                                           |
| ---------------- | ----------------------------------------------------------------------------- | ---------------- | -------------------------------------------------- | ---------------------------------------------------------- |
|                  | Hrdina (Jágr, Beránek) — 34 min 6 s Jágr (Hrdina, Beránek) — 65 min 49 s (SN) | 0-1 1-1 2-1      | Bondra (Johansson, Nikolichine) — 17 min 18 s (SN) | Arbitrage : Don Koharski Paul Stewart Mike Cvik Swede Knox |
| Ron Tugnutt      | Gardiens                                                                      | Olaf Kölzig      |                                                    | Arbitrage : Don Koharski Paul Stewart Mike Cvik Swede Knox |
| 12 min           | Pénalités                                                                     | 20 min           |                                                    | Arbitrage : Don Koharski Paul Stewart Mike Cvik Swede Knox |
| 21               | Tirs                                                                          | 38               |                                                    | Arbitrage : Don Koharski Paul Stewart Mike Cvik Swede Knox |

| 17 avril | Pittsburgh | 4-3 (0-1, 2-1, 2-1) | Washington | Mellon Arena 17 148 spectateurs |

| Feuille de match | Feuille de match | Feuille de match            | Feuille de match                                                                                    | Feuille de match                                              |
| ---------------- | --- | --------------------------- | --------------------------------------------------------------------------------------------------- | ------------------------------------------------------------- |
|                  | Hrdina (Jágr, Laukkanen) — 28 min 4 s (SN) Falloon (Moran, Kasparaitis) — 29 min 44 s Hrdina (Jágr, Laukkanen) — 42 min 13 s Šlégr (Straka, Kovaliov) — 55 min 28 s | 0-1 1-1 2-1 2-2 3-2 3-3 4-3 | Simon (Oates) — 15 min 39 s Halpern — 29 min 55 s Johansson (Bondra, Nikolichine) — 54 min 2 s (SN) | Arbitrage : Terry Gregson Dan O'Halloran Mike Cvik Swede Knox |
| Ron Tugnutt      | Gardiens | Olaf Kölzig                 | | Arbitrage : Terry Gregson Dan O'Halloran Mike Cvik Swede Knox |
| 6 min            | Pénalités | 10 min                      | | Arbitrage : Terry Gregson Dan O'Halloran Mike Cvik Swede Knox |
| 22               | Tirs | 27                          | | Arbitrage : Terry Gregson Dan O'Halloran Mike Cvik Swede Knox |

| 19 avril | Washington | 3-2 (1-2, 1-0, 1-0) | Pittsburgh | MCI Center 18 672 spectateurs |

| Feuille de match | Feuille de match | Feuille de match    | Feuille de match                                                 | Feuille de match                                                   |
| ---------------- | --- | ------------------- | ---------------------------------------------------------------- | ------------------------------------------------------------------ |
|                  | Konowalchuk (Halpern) — 9 min 57 s (IN) Simon (Johansson, Oates) — 33 min 39 s Halpern (Klee, Oates) — 52 min 55 s (SN) | 1-0 1-1 1-2 2-2 3-2 | Slaney (Straka) — 10 min 18 s (SN) Jágr (Kovaliov) — 19 min 39 s | Arbitrage : Dan Marouelli Brad Watson Brad Lazarowich Dan Schachte |
| Olaf Kölzig      | Gardiens | Ron Tugnutt         |                                                                  | Arbitrage : Dan Marouelli Brad Watson Brad Lazarowich Dan Schachte |
| 8 min            | Pénalités | 12 min              |                                                                  | Arbitrage : Dan Marouelli Brad Watson Brad Lazarowich Dan Schachte |
| 37               | Tirs | 23                  |                                                                  | Arbitrage : Dan Marouelli Brad Watson Brad Lazarowich Dan Schachte |

| 21 avril | Washington | 1-2 (1-1, 0-0, 0-1) | Pittsburgh | MCI Center 18 672 spectateurs |

| Feuille de match | Feuille de match                       | Feuille de match | Feuille de match                                        | Feuille de match                                                    |
| ---------------- | -------------------------------------- | ---------------- | ------------------------------------------------------- | ------------------------------------------------------------------- |
|                  | Gontchar (Dahlén, Reekie) — 10 min 1 s | 0-1 1-1 1-2      | Wright (Barnaby, Šlégr) — 5 min 52 s Jágr — 47 min 56 s | Arbitrage : Paul Devorski Dave Jackson Dan Schachte Brad Lazarowich |
| Olaf Kölzig      | Gardiens                               | Ron Tugnutt      |                                                         | Arbitrage : Paul Devorski Dave Jackson Dan Schachte Brad Lazarowich |
| 18 min           | Pénalités                              | 6 min            |                                                         | Arbitrage : Paul Devorski Dave Jackson Dan Schachte Brad Lazarowich |
| 26               | Tirs                                   | 17               |                                                         | Arbitrage : Paul Devorski Dave Jackson Dan Schachte Brad Lazarowich |

#### Toronto contre Ottawa
Toronto gagne la série 4–2.
| 12 avril | Toronto | 2-0 (0-0, 1-0, 1-0) | Ottawa | Air Canada Centre 19 330 spectateurs |

| Feuille de match | Feuille de match                                                         | Feuille de match | Feuille de match | Feuille de match                                                 |
| ---------------- | ------------------------------------------------------------------------ | ---------------- | ---------------- | ---------------------------------------------------------------- |
|                  | Tucker (Perreault, Kaberle) — 28 min 53 s (SN) Sundin — 59 min 39 s (CV) | 1-0 2-0          |                  | Arbitrage : Bill McCreary Lance Roberts Randy Mitton Mark Wheler |
| Curtis Joseph    | Gardiens                                                                 | Thomas Barrasso  |                  | Arbitrage : Bill McCreary Lance Roberts Randy Mitton Mark Wheler |
| 4 min            | Pénalités                                                                | 10 min           |                  | Arbitrage : Bill McCreary Lance Roberts Randy Mitton Mark Wheler |
| 21               | Tirs                                                                     | 30               |                  | Arbitrage : Bill McCreary Lance Roberts Randy Mitton Mark Wheler |

| 15 avril | Toronto | 5-1 (0-0, 4-1, 1-0) | Ottawa | Air Canada Centre 19 391 spectateurs |

| Feuille de match | Feuille de match | Feuille de match        | Feuille de match                             | Feuille de match                                                  |
| ---------------- | --- | ----------------------- | -------------------------------------------- | ----------------------------------------------------------------- |
|                  | Tucker (Iouchkevitch, Kaberle) — 20 min 46 s Sundin (Höglund, Markov) — 21 min 28 s Thomas (Sundin, Kaberle) — 23 min 49 s Thomas (Höglund) — 32 min 46 s Berezine (Koroliov, Valk) — 45 min 36 s | 1-0 2-0 3-0 4-0 4-1 5-1 | Salo (Alfredsson, Prospal) — 39 min 5 s (SN) | Arbitrage : Terry Gregson Dan O'Halloran Randy Mitton Mark Wheler |
| Curtis Joseph    | Gardiens | Thomas Barrasso         |                                              | Arbitrage : Terry Gregson Dan O'Halloran Randy Mitton Mark Wheler |
| 14 min           | Pénalités | 10 min                  |                                              | Arbitrage : Terry Gregson Dan O'Halloran Randy Mitton Mark Wheler |
| 25               | Tirs | 30                      |                                              | Arbitrage : Terry Gregson Dan O'Halloran Randy Mitton Mark Wheler |

| 17 avril | Ottawa | 4-3 (1-0, 1-1, 2-2) | Toronto | Corel Centre 18 500 spectateurs |

| Feuille de match | Feuille de match | Feuille de match            | Feuille de match | Feuille de match                                                |
| ---------------- | --- | --------------------------- | --- | --------------------------------------------------------------- |
|                  | Alfredsson (Kravtchouk, York) — 5 min 24 s (SN) Zamuner (Alfredsson, Prospal) — 29 min 44 s Forbes (Van Allen, Phillips) — 45 min 27 s Zamuner (Prospal, Alfredsson) — 54 min 17 s | 1-0 2-0 2-1 3-1 3-2 4-2 4-3 | Thomas (Höglund, Diduck) — 30 min 3 s Khristitch (Tucker, Berezine) — 50 min 18 s (SN) Höglund (Thomas, Sundin) — 59 min 42 s | Arbitrage : Michael McGeough Rob Shick Kevin Collins Jean Morin |
| Thomas Barrasso  | Gardiens | Curtis Joseph               | | Arbitrage : Michael McGeough Rob Shick Kevin Collins Jean Morin |
| 14 min           | Pénalités | 20 min                      | | Arbitrage : Michael McGeough Rob Shick Kevin Collins Jean Morin |
| 15               | Tirs | 36                          | | Arbitrage : Michael McGeough Rob Shick Kevin Collins Jean Morin |

| 19 avril | Ottawa | 2-1 (0-0, 1-0, 1-1) | Toronto | Corel Centre 18 500 spectateurs |

| Feuille de match | Feuille de match                                                       | Feuille de match | Feuille de match                            | Feuille de match                                                      |
| ---------------- | ---------------------------------------------------------------------- | ---------------- | ------------------------------------------- | --------------------------------------------------------------------- |
|                  | Dackell (McEachern, York) — 28 min 15 s Dackell (Juneau) — 43 min 23 s | 1-0 2-0 2-1      | Berezine (Markov, Karpovtsev) — 56 min 10 s | Arbitrage : Mark Faucette Don VanMassenhoven Kevin Collins Jean Morin |
| Thomas Barrasso  | Gardiens                                                               | Curtis Joseph    |                                             | Arbitrage : Mark Faucette Don VanMassenhoven Kevin Collins Jean Morin |
| 37 min           | Pénalités                                                              | 39 min           |                                             | Arbitrage : Mark Faucette Don VanMassenhoven Kevin Collins Jean Morin |
| 22               | Tirs                                                                   | 32               |                                             | Arbitrage : Mark Faucette Don VanMassenhoven Kevin Collins Jean Morin |

| 22 avril | Toronto | 2-1 (pr) (0-0, 0-1, 1-0, 1-0) | Ottawa | Air Canada Centre 19 391 spectateurs |

| Feuille de match | Feuille de match                                                                  | Feuille de match | Feuille de match                          | Feuille de match                                                  |
| ---------------- | --------------------------------------------------------------------------------- | ---------------- | ----------------------------------------- | ----------------------------------------------------------------- |
|                  | Thomas (Sundin, Karpovtsev) — 55 min 30 s Thomas (Berezine, Sundin) — 74 min 47 s | 0-1 1-1 2-1      | Juneau (Dackell, McEachern) — 24 min 36 s | Arbitrage : Dan Marouelli Paul Devorski Gordon Broseker Tim Nowak |
| Curtis Joseph    | Gardiens                                                                          | Thomas Barrasso  |                                           | Arbitrage : Dan Marouelli Paul Devorski Gordon Broseker Tim Nowak |
| 6 min            | Pénalités                                                                         | 2 min            |                                           | Arbitrage : Dan Marouelli Paul Devorski Gordon Broseker Tim Nowak |
| 31               | Tirs                                                                              | 38               |                                           | Arbitrage : Dan Marouelli Paul Devorski Gordon Broseker Tim Nowak |

| 24 avril | Ottawa | 2-4 (1-0, 1-4, 0-0) | Toronto | Corel Centre 18 500 spectateurs |

| Feuille de match | Feuille de match                                                         | Feuille de match        | Feuille de match | Feuille de match                                                |
| ---------------- | ------------------------------------------------------------------------ | ----------------------- | --- | --------------------------------------------------------------- |
|                  | Juneau (McEachern) — 3 min 45 s Kravtchouk (Prospal, Salo) — 23 min 59 s | 1-0 2-0 2-1 2-2 2-3 2-4 | Thomas — 27 min 16 s Sundin (Thomas, Höglund) — 27 min 16 s Berezine (Markov, Khristitch) — 30 min 40 s Clark (Cross) — 38 min 47 s | Arbitrage : Dave Jackson Don Koharski Gordon Broseker Tim Nowak |
| Thomas Barrasso  | Gardiens                                                                 | Curtis Joseph           | | Arbitrage : Dave Jackson Don Koharski Gordon Broseker Tim Nowak |
| 8 min            | Pénalités                                                                | 8 min                   | | Arbitrage : Dave Jackson Don Koharski Gordon Broseker Tim Nowak |
| 38               | Tirs                                                                     | 24                      | | Arbitrage : Dave Jackson Don Koharski Gordon Broseker Tim Nowak |

#### New Jersey contre Floride
New Jersey gagne la série 4–0.
| 13 avril | New Jersey | 4-3 (3-2, 1-1, 0-0) | Floride | Continental Airlines Arena 15 024 spectateurs |

| Feuille de match | Feuille de match | Feuille de match            | Feuille de match | Feuille de match                                                     |
| ---------------- | --- | --------------------------- | --- | -------------------------------------------------------------------- |
|                  | Stevens (Holík) — 1 min 38 s Sýkora (Malakhov, Eliáš) — 4 min 2 s Bryline (McKay, Holík) — 15 min 28 s Gomez — 27 min 21 s | 1-0 2-0 3-0 3-1 3-2 4-2 4-3 | Niedermayer (Mellanby, Hicks) — 16 min 55 s Worrell (Švehla) — 19 min 43 s Sillinger (Boure, Pitlick) — 33 min 50 s | Arbitrage : Kerry Fraser Dennis LaRue Pierre Champoux Ray Scapinello |
| Martin Brodeur   | Gardiens | Michael Vernon              | | Arbitrage : Kerry Fraser Dennis LaRue Pierre Champoux Ray Scapinello |
| 12 min           | Pénalités | 12 min                      | | Arbitrage : Kerry Fraser Dennis LaRue Pierre Champoux Ray Scapinello |
| 33               | Tirs | 23                          | | Arbitrage : Kerry Fraser Dennis LaRue Pierre Champoux Ray Scapinello |

| 16 avril | New Jersey | 2-1 (0-1, 1-0, 1-0) | Floride | Continental Airlines Arena 17 206 spectateurs |

| Feuille de match | Feuille de match                                                                | Feuille de match | Feuille de match                | Feuille de match                                                   |
| ---------------- | ------------------------------------------------------------------------------- | ---------------- | ------------------------------- | ------------------------------------------------------------------ |
|                  | Niedermayer (Madden, Stevens) — 20 min 56 s (IN) Stevens (Madden) — 43 min 42 s | 0-1 1-1 2-1      | Sillinger (Boure) — 14 min 45 s | Arbitrage : Dan Marouelli Brad Watson Brad Lazarowich Dan Schachte |
| Martin Brodeur   | Gardiens                                                                        | Michael Vernon   |                                 | Arbitrage : Dan Marouelli Brad Watson Brad Lazarowich Dan Schachte |
| 14 min           | Pénalités                                                                       | 16 min           |                                 | Arbitrage : Dan Marouelli Brad Watson Brad Lazarowich Dan Schachte |
| 28               | Tirs                                                                            | 23               |                                 | Arbitrage : Dan Marouelli Brad Watson Brad Lazarowich Dan Schachte |

| 18 avril | Floride | 1-2 (1-0, 0-1, 0-1) | New Jersey | National Car Rental Center 19 250 spectateurs |

| Feuille de match | Feuille de match                        | Feuille de match | Feuille de match                                                               | Feuille de match                                                     |
| ---------------- | --------------------------------------- | ---------------- | ------------------------------------------------------------------------------ | -------------------------------------------------------------------- |
|                  | Whitney (Sillinger, Boure) — 9 min 19 s | 1-0 1-1 1-2      | Moguilny (Rafalski, Stevens) — 36 min 25 s (SN) Rafalski (Holík) — 43 min 11 s | Arbitrage : Richard Trottier Stephen Walkom Randy Mitton Mark Wheler |
| Michael Vernon   | Gardiens                                | Martin Brodeur   |                                                                                | Arbitrage : Richard Trottier Stephen Walkom Randy Mitton Mark Wheler |
| 12 min           | Pénalités                               | 8 min            |                                                                                | Arbitrage : Richard Trottier Stephen Walkom Randy Mitton Mark Wheler |
| 22               | Tirs                                    | 40               |                                                                                | Arbitrage : Richard Trottier Stephen Walkom Randy Mitton Mark Wheler |

| 20 avril | Floride | 1-4 (1-0, 0-2, 0-2) | New Jersey | National Car Rental Center 19 250 spectateurs |

| Feuille de match | Feuille de match                          | Feuille de match    | Feuille de match | Feuille de match                                                  |
| ---------------- | ----------------------------------------- | ------------------- | --- | ----------------------------------------------------------------- |
|                  | Boure (Kozlov, Parrish) — 5 min 17 s (SN) | 1-0 1-1 1-2 1-3 1-4 | Eliáš (Arnott, Sýkora) — 24 min 26 s Niedermayer (McKay, White) — 35 min 2 s Nemtchinov (Eliáš, Rafalski) — 56 min 12 s Nemtchinov (Lemieux, Eliáš) — 58 min 3 s (SN) | Arbitrage : Terry Gregson Dan O'Halloran Randy Mitton Mark Wheler |
| Michael Vernon   | Gardiens                                  | Martin Brodeur      | | Arbitrage : Terry Gregson Dan O'Halloran Randy Mitton Mark Wheler |
| 14 min           | Pénalités                                 | 14 min              | | Arbitrage : Terry Gregson Dan O'Halloran Randy Mitton Mark Wheler |
| 36               | Tirs                                      | 35                  | | Arbitrage : Terry Gregson Dan O'Halloran Randy Mitton Mark Wheler |

#### Saint-Louis contre San José
San José gagne la série 4–3.
| 12 avril | Saint-Louis | 5-3 (2-2, 1-0, 2-1) | San José | Kiel Center 20 199 spectateurs |

| Feuille de match | Feuille de match | Feuille de match                | Feuille de match                                                                                                  | Feuille de match                                                  |
| ---------------- | --- | ------------------------------- | --- | ----------------------------------------------------------------- |
|                  | Hecht (Mayers) — 5 min 41 s Bartečko (Handzuš, Nagy) — 7 min 35 s Hecht (Mayers, Finley) — 22 min 29 s Pronger (Turgeon, Hecht) — 43 min 15 s (SN) Reasoner (Reirden) — 48 min 49 s | 0-1 1-1 2-1 2-2 3-2 4-2 5-2 5-3 | Lowry (Damphousse, Rathje) — 46 s Rathje (Sutter) — 18 min 10 s Nolan (Ragnarsson, Damphousse) — 54 min 40 s (IN) | Arbitrage : Terry Gregson Dan O'Halloran Kevin Collins Jean Morin |
| Roman Turek      | Gardiens | Steven Shields                  | | Arbitrage : Terry Gregson Dan O'Halloran Kevin Collins Jean Morin |
| 10 min           | Pénalités | 16 min                          | | Arbitrage : Terry Gregson Dan O'Halloran Kevin Collins Jean Morin |
| 37               | Tirs | 31                              | | Arbitrage : Terry Gregson Dan O'Halloran Kevin Collins Jean Morin |

| 15 avril | Saint-Louis | 2-4 (1-1, 0-0, 1-3) | San José | Kiel Center 20 337 spectateurs |

| Feuille de match | Feuille de match                                                                    | Feuille de match        | Feuille de match | Feuille de match                                                     |
| ---------------- | ----------------------------------------------------------------------------------- | ----------------------- | --- | -------------------------------------------------------------------- |
|                  | Reasoner (Young, Pronger) — 9 min 54 s (SN) Richer (Conroy, MacInnis) — 48 min 35 s | 1-0 1-1 1-2 2-2 2-3 2-4 | Suter — 17 min 10 s (SN) Marchment (Koroliouk) — 43 min 7 s Ricci (Nolan, Suter) — 54 min 18 s (SN) Nolan — 58 min 57 s (CV) | Arbitrage : Richard Trottier Stephen Walkom Kevin Collins Jean Morin |
| Roman Turek      | Gardiens                                                                            | Steven Shields          | | Arbitrage : Richard Trottier Stephen Walkom Kevin Collins Jean Morin |
| 32 min           | Pénalités                                                                           | 12 min                  | | Arbitrage : Richard Trottier Stephen Walkom Kevin Collins Jean Morin |
| 20               | Tirs                                                                                | 19                      | | Arbitrage : Richard Trottier Stephen Walkom Kevin Collins Jean Morin |

| 17 avril | San José | 2-1 (1-1, 0-0, 1-0) | Saint-Louis | San Jose Arena 17 483 spectateurs |

| Feuille de match | Feuille de match                                                                | Feuille de match | Feuille de match                             | Feuille de match                                                    |
| ---------------- | ------------------------------------------------------------------------------- | ---------------- | -------------------------------------------- | ------------------------------------------------------------------- |
|                  | Nolan (Suter, Damphousse) — 5 min 39 s (SN) Nolan (Rathje, Lowry) — 44 min 40 s | 1-0 1-1 2-1      | Young (Pronger, MacInnis) — 15 min 14 s (SN) | Arbitrage : Paul Devorski Dave Jackson Greg Devorski Scott Driscoll |
| Steven Shields   | Gardiens                                                                        | Roman Turek      |                                              | Arbitrage : Paul Devorski Dave Jackson Greg Devorski Scott Driscoll |
| 8 min            | Pénalités                                                                       | 12 min           |                                              | Arbitrage : Paul Devorski Dave Jackson Greg Devorski Scott Driscoll |
| 22               | Tirs                                                                            | 32               |                                              | Arbitrage : Paul Devorski Dave Jackson Greg Devorski Scott Driscoll |

| 19 avril | San José | 3-2 (1-0, 1-2, 1-0) | Saint-Louis | San Jose Arena 17 483 spectateurs |

| Feuille de match | Feuille de match                                                                                  | Feuille de match    | Feuille de match                                                                  | Feuille de match                                                   |
| ---------------- | ------------------------------------------------------------------------------------------------- | ------------------- | --------------------------------------------------------------------------------- | ------------------------------------------------------------------ |
|                  | Sturm (Rathje) — 6 min 8 s Ricci (Matteau) — 21 min 37 s Suter (Koroliouk, Granato) — 51 min 23 s | 1-0 2-0 2-1 2-2 3-2 | Hecht (Turgeon, Young) — 32 min 54 s (SN) Eastwood (Mayers, Finley) — 33 min 30 s | Arbitrage : Kerry Fraser Dennis LaRue Greg Devorski Scott Driscoll |
| Steven Shields   | Gardiens                                                                                          | Roman Turek         |                                                                                   | Arbitrage : Kerry Fraser Dennis LaRue Greg Devorski Scott Driscoll |
| 10 min           | Pénalités                                                                                         | 10 min              |                                                                                   | Arbitrage : Kerry Fraser Dennis LaRue Greg Devorski Scott Driscoll |
| 19               | Tirs                                                                                              | 27                  |                                                                                   | Arbitrage : Kerry Fraser Dennis LaRue Greg Devorski Scott Driscoll |

| 21 avril | Saint-Louis | 5-3 (3-1, 0-2, 2-0) | San José | Kiel Center 20 361 spectateurs |

| Feuille de match | Feuille de match | Feuille de match                | Feuille de match | Feuille de match                                                       |
| ---------------- | --- | ------------------------------- | --- | ---------------------------------------------------------------------- |
|                  | Nagy (Ellett, Handzuš) — 4 min 4 s MacInnis (Turgeon) — 4 min 39 s (SN) Persson (Conroy, MacInnis) — 7 min 13 s Pronger (Hecht, Turgeon) — 43 min 34 s (SN) Young (Hecht, Eastwood) — 59 min 26 s (CV) | 1-0 2-0 3-0 3-1 3-2 3-3 4-3 5-3 | Ricci (Damphousse, Nolan) — 18 min 52 s (SN) Friesen (Sturm, Suter) — 32 min 26 s Stuart (Damphousse, Ricci) — 37 min 3 s (SN) | Arbitrage : Bill McCreary Lance Roberts Ray Scapinello Pierre Champoux |
| Roman Turek      | Gardiens | Steven Shields                  | | Arbitrage : Bill McCreary Lance Roberts Ray Scapinello Pierre Champoux |
| 18 min           | Pénalités | 20 min                          | | Arbitrage : Bill McCreary Lance Roberts Ray Scapinello Pierre Champoux |
| 33               | Tirs | 25                              | | Arbitrage : Bill McCreary Lance Roberts Ray Scapinello Pierre Champoux |

| 23 avril | San José | 2-6 (0-1, 1-5, 1-0) | Saint-Louis | San Jose Arena 17 483 spectateurs |

| Feuille de match                               | Feuille de match                                                                   | Feuille de match                | Feuille de match | Feuille de match                                                        |
| ---------------------------------------------- | ---------------------------------------------------------------------------------- | ------------------------------- | --- | ----------------------------------------------------------------------- |
|                                                | Nolan (Friesen, Ragnarsson) — 37 min 13 s (SN) Marchment (Sturm, Matteau) — 56 min | 0-1 0-2 0-3 0-4 0-5 0-6 1-6 2-6 | Young (Hecht, Turgeon) — 12 min 31 s Young (Hecht, Pronger) — 20 min 21 s Hecht (Turgeon, Bergevin) — 29 min 29 s Pronger (Bartečko, Handzuš) — 31 min 42 s Nash (Reasoner, Mayers) — 32 min 51 s Young (Hecht, Turgeon) — 34 min 22 s (SN) | Arbitrage : Terry Gregson Stephen Walkom Ray Scapinello Pierre Champoux |
| Steven Shields Ievgueni Nabokov (à 40 min 0 s) | Gardiens                                                                           | Roman Turek                     | | Arbitrage : Terry Gregson Stephen Walkom Ray Scapinello Pierre Champoux |
| 32 min                                         | Pénalités                                                                          | 22 min                          | | Arbitrage : Terry Gregson Stephen Walkom Ray Scapinello Pierre Champoux |
| 27                                             | Tirs                                                                               | 24                              | | Arbitrage : Terry Gregson Stephen Walkom Ray Scapinello Pierre Champoux |

| 25 avril | Saint-Louis | 1-3 (0-2, 0-1, 1-0) | San José | Kiel Center 20 418 spectateurs |

| Feuille de match | Feuille de match                  | Feuille de match | Feuille de match                                                                                      | Feuille de match                                                  |
| ---------------- | --------------------------------- | ---------------- | --- | ----------------------------------------------------------------- |
|                  | Young (Pronger) — 42 min 9 s (SN) | 0-1 0-2 0-3 1-3  | Stern (Ragnarsson, Sutter) — 2 min 51 s Nolan (Lowry) — 19 min 49 s Friesen (Sundström) — 14 min 14 s | Arbitrage : Kerry Fraser Dan Marouelli Kevin Collins Jay Sharrers |
| Roman Turek      | Gardiens                          | Steven Shields   | | Arbitrage : Kerry Fraser Dan Marouelli Kevin Collins Jay Sharrers |
| 10 min           | Pénalités                         | 12 min           | | Arbitrage : Kerry Fraser Dan Marouelli Kevin Collins Jay Sharrers |
| 22               | Tirs                              | 19               | | Arbitrage : Kerry Fraser Dan Marouelli Kevin Collins Jay Sharrers |

#### Dallas contre Edmonton
Dallas gagne la série 4–1.
| 12 avril | Dallas | 2-1 (0-0, 1-0, 1-1) | Edmonton | Reunion Arena 17 001 spectateurs |

| Feuille de match | Feuille de match                                                    | Feuille de match | Feuille de match | Feuille de match                                                           |
| ---------------- | ------------------------------------------------------------------- | ---------------- | ---------------- | -------------------------------------------------------------------------- |
|                  | Keane (carbonneau, Matvichuk) — 32 min 32 s Liachenko — 51 min 31 s | 1-0 1-1 2-1      | Titov — 47 min   | Arbitrage : Richard Trottier Stephen Walkom Gérard Gauthier Pierre Racicot |
| Edward Belfour   | Gardiens                                                            | Tommy Salo       |                  | Arbitrage : Richard Trottier Stephen Walkom Gérard Gauthier Pierre Racicot |
| 10 min           | Pénalités                                                           | 8 min            |                  | Arbitrage : Richard Trottier Stephen Walkom Gérard Gauthier Pierre Racicot |
| 32               | Tirs                                                                | 14               |                  | Arbitrage : Richard Trottier Stephen Walkom Gérard Gauthier Pierre Racicot |

| 13 avril | Dallas | 3-0 (1-0, 1-0, 1-0) | Edmonton | Reunion Arena 17 001 spectateurs |

| Feuille de match | Feuille de match | Feuille de match | Feuille de match | Feuille de match                                                   |
| ---------------- | --- | ---------------- | ---------------- | ------------------------------------------------------------------ |
|                  | Muller (Hull, Modano) — 15 min 33 s Hull (Gavey, Muller) — 37 min 54 s Thornton (Liachenko, Nieuwendyk) — 46 min 22 s | 1-0 2-0 3-0      |                  | Arbitrage : Paul Devorski Dave Jackson Andy McElman Pierre Racicot |
| Edward Belfour   | Gardiens | Tommy Salo       |                  | Arbitrage : Paul Devorski Dave Jackson Andy McElman Pierre Racicot |
| 10 min           | Pénalités | 10 min           |                  | Arbitrage : Paul Devorski Dave Jackson Andy McElman Pierre Racicot |
| 22               | Tirs | 17               |                  | Arbitrage : Paul Devorski Dave Jackson Andy McElman Pierre Racicot |

| 16 avril | Edmonton | 5-2 (3-0, 2-2, 0-0) | Dallas | Skyreach Centre 17 100 spectateurs |

| Feuille de match | Feuille de match | Feuille de match            | Feuille de match                                                                | Feuille de match                                                            |
| ---------------- | --- | --------------------------- | ------------------------------------------------------------------------------- | --------------------------------------------------------------------------- |
|                  | Weight (Cleary, Guerin) — 8 min 40 s Dowd (Niinimaa) — 9 min 56 s Weight (Murray, Titov) — 17 min (SN) Smyth (Moreau) — 21 min 16 s (IN) Weight (Guerin, Hamrlík) — 26 min 13 s (SN) | 1-0 2-0 3-0 4-0 4-1 5-1 5-2 | Morrow (Sydor, Hatcher) — 22 min 32 s (SN) Modano (Langenbrunner) — 30 min 59 s | Arbitrage : Mark Faucette Don VanMassenhoven Pierre Champoux Ray Scapinello |
| Tommy Salo       | Gardiens | Edward Belfour              |                                                                                 | Arbitrage : Mark Faucette Don VanMassenhoven Pierre Champoux Ray Scapinello |
| 44 min           | Pénalités | 38 min                      |                                                                                 | Arbitrage : Mark Faucette Don VanMassenhoven Pierre Champoux Ray Scapinello |
| 38               | Tirs | 28                          |                                                                                 | Arbitrage : Mark Faucette Don VanMassenhoven Pierre Champoux Ray Scapinello |

| 18 avril | Edmonton | 3-4 (2-2, 1-1, 0-1) | Dallas | Skyreach Centre 17 100 spectateurs |

| Feuille de match | Feuille de match                                                                                           | Feuille de match            | Feuille de match | Feuille de match                                                       |
| ---------------- | --- | --------------------------- | --- | ---------------------------------------------------------------------- |
|                  | Guerin (Poti, Weight) — 9 min 19 s (SN) Guerin (Niinimaa) — 11 min 43 s Guerin (Dowd, Weight) — 38 min 6 s | 0-1 0-2 1-2 2-2 2-3 3-3 3-4 | Hull (Thornton) — 5 min 2 s Matvichuk (Gavey) — 5 min 50 s Modano (Hull, Morrow) — 20 min 52 s Carbonneau (Muller, Keane) — 45 min 1 s | Arbitrage : Bill McCreary Lance Roberts Ray Scapinello Pierre Champoux |
| Tommy Salo       | Gardiens                                                                                                   | Edward Belfour              | | Arbitrage : Bill McCreary Lance Roberts Ray Scapinello Pierre Champoux |
| 10 min           | Pénalités                                                                                                  | 26 min                      | | Arbitrage : Bill McCreary Lance Roberts Ray Scapinello Pierre Champoux |
| 18               | Tirs | 24                          | | Arbitrage : Bill McCreary Lance Roberts Ray Scapinello Pierre Champoux |

| 21 avril | Dallas | 3-2 (0-0, 2-1, 1-1) | Edmonton | Reunion Arena 17 001 spectateurs |

| Feuille de match | Feuille de match | Feuille de match    | Feuille de match                                          | Feuille de match                                                |
| ---------------- | --- | ------------------- | --------------------------------------------------------- | --------------------------------------------------------------- |
|                  | Langenbrunner (Nieuwendyk, Modano) — 25 min 35 s (SN) Hatcher (Modano, Hull) — 14 min 12 s Hull (Nieuwendyk, Côté) — 54 min 58 s | 1-0 1-1 2-1 2-2 3-2 | Marchant (Laraque, Smith) — 32 min 45 s Dowd — 41 min 7 s | Arbitrage : Kerry Fraser Dennis LaRue Wayne Bonney Jay Sharrers |
| Edward Belfour   | Gardiens | Tommy Salo          |                                                           | Arbitrage : Kerry Fraser Dennis LaRue Wayne Bonney Jay Sharrers |
| 8 min            | Pénalités | 12 min              |                                                           | Arbitrage : Kerry Fraser Dennis LaRue Wayne Bonney Jay Sharrers |
| 27               | Tirs | 26                  |                                                           | Arbitrage : Kerry Fraser Dennis LaRue Wayne Bonney Jay Sharrers |

#### Colorado contre Phoenix
Colorado gagne la série 4–1.
| 13 avril | Colorado | 6-3 (4-0, 1-2, 1-1) | Phoenix | Pepsi Center 18 007 spectateurs |

| Feuille de match | Feuille de match | Feuille de match                    | Feuille de match                                                                                             | Feuille de match                                                   |
| ---------------- | --- | ----------------------------------- | --- | ------------------------------------------------------------------ |
|                  | Podein (Reid, Bourque) — 4 min 23 s Andreychuk (Drury, Ozoliņš) — 8 min 10 s (SN) Ozoliņš (Tanguay, Sakic) — 14 min 8 s (SN) Ozoliņš (Deadmarsh, Drury) — 18 min 14 s Tanguay (Sakic, Hejduk) — 34 min 18 s Podein (Foote, Bourque) — 52 min 11 s | 1-0 2-0 3-0 4-0 4-1 4-2 5-2 5-3 6-3 | Green (Doan) — 21 min 37 s Doan (Numminen, Green) — 24 min 19 s (SN) Numminen (Sullivan, Doan) — 48 min 18 s | Arbitrage : Dan Marouelli Brad Watson Greg Devorski Scott Driscoll |
| Patrick Roy      | Gardiens | Sean Burke                          | | Arbitrage : Dan Marouelli Brad Watson Greg Devorski Scott Driscoll |
| 6 min            | Pénalités | 12 min                              | | Arbitrage : Dan Marouelli Brad Watson Greg Devorski Scott Driscoll |
| 38               | Tirs | 15                                  | | Arbitrage : Dan Marouelli Brad Watson Greg Devorski Scott Driscoll |

| 15 avril | Colorado | 3-1 (2-0, 1-1, 0-0) | Phoenix | Pepsi Center 18 007 spectateurs |

| Feuille de match | Feuille de match | Feuille de match | Feuille de match                        | Feuille de match                                                    |
| ---------------- | --- | ---------------- | --------------------------------------- | ------------------------------------------------------------------- |
|                  | Drury (Hejduk, Bourque) — 3 min 31 s (SN) Tanguay (Ozoliņš, Andreychuk) — 4 min 27 s (SN) Hejduk (Forsberg, Sakic) — 29 min 32 s (SN) | 1-0 2-0 2-1 3-1  | Hogue (Renberg, Letowski) — 25 min 42 s | Arbitrage : Paul Devorski Dave Jackson Greg Devorski Scott Driscoll |
| Patrick Roy      | Gardiens | Sean Burke       |                                         | Arbitrage : Paul Devorski Dave Jackson Greg Devorski Scott Driscoll |
| 15 min           | Pénalités | 39 min           |                                         | Arbitrage : Paul Devorski Dave Jackson Greg Devorski Scott Driscoll |
| 35               | Tirs | 26               |                                         | Arbitrage : Paul Devorski Dave Jackson Greg Devorski Scott Driscoll |

| 17 avril | Phoenix | 2-4 (0-0, 1-2, 1-2) | Colorado | America West Arena 16 210 spectateurs |

| Feuille de match | Feuille de match                                                       | Feuille de match        | Feuille de match | Feuille de match                                                |
| ---------------- | ---------------------------------------------------------------------- | ----------------------- | --- | --------------------------------------------------------------- |
|                  | Tkachuk (Lumme, Roenick) — 20 min 49 s (SN) Roenick — 46 min 17 s (SN) | 1-0 1-1 1-2 2-2 2-3 2-4 | Podein (Drury, Deadmarsh) — 29 min 32 s Sakic (Ozoliņš, Deadmarsh) — 34 min 48 s (SN) Deadmarsh (Forsberg, Foote) — 46 min 46 s Deadmarsh — 59 min 36 s (CV) | Arbitrage : Kerry Fraser Dennis LaRue Gordon Broseker Tim Nowak |
| Sean Bruke       | Gardiens                                                               | Patrick Roy             | | Arbitrage : Kerry Fraser Dennis LaRue Gordon Broseker Tim Nowak |
| 8 min            | Pénalités                                                              | 10 min                  | | Arbitrage : Kerry Fraser Dennis LaRue Gordon Broseker Tim Nowak |
| 25               | Tirs                                                                   | 26                      | | Arbitrage : Kerry Fraser Dennis LaRue Gordon Broseker Tim Nowak |

| 19 avril | Phoenix | 3-2 (2-0, 1-1, 0-1) | Colorado | America West Arena 16 210 spectateurs |

| Feuille de match | Feuille de match                                                                                          | Feuille de match    | Feuille de match                                                                   | Feuille de match                                                |
| ---------------- | --- | ------------------- | ---------------------------------------------------------------------------------- | --------------------------------------------------------------- |
|                  | Letowski (Hogue) — 3 min 31 s Green (Hogue, Drake) — 17 min 32 s Renberg (Tkachuk, Roenick) — 20 min 38 s | 1-0 2-0 3-0 3-1 3-2 | Andreychuk (Foote, Ozoliņš) — 26 min 3 s (SN) Deadmarsh (Reid, Yelle) — 56 min 2 s | Arbitrage : Don Koharski Paul Stewart Gordon Broseker Tim Nowak |
| Sean Burke       | Gardiens                                                                                                  | Patrick Roy         |                                                                                    | Arbitrage : Don Koharski Paul Stewart Gordon Broseker Tim Nowak |
| 8 min            | Pénalités                                                                                                 | 10 min              |                                                                                    | Arbitrage : Don Koharski Paul Stewart Gordon Broseker Tim Nowak |
| 31               | Tirs | 38                  |                                                                                    | Arbitrage : Don Koharski Paul Stewart Gordon Broseker Tim Nowak |

| 21 avril | Colorado | 2-1 (0-0, 1-1, 1-0) | Phoenix | Pepsi Center 18 007 spectateurs |

| Feuille de match | Feuille de match                                                         | Feuille de match | Feuille de match                       | Feuille de match                                                            |
| ---------------- | ------------------------------------------------------------------------ | ---------------- | -------------------------------------- | --------------------------------------------------------------------------- |
|                  | Ozoliņš (Forsberg, Bourque) — 38 min 25 s Forsberg (Foote) — 45 min 43 s | 0-1 1-1 2-1      | Roenick (Renberg, Suchý) — 32 min 31 s | Arbitrage : Mark Faucette Don VanMassenhoven Gérard Gauthier Pierre Racicot |
| Patrick Roy      | Gardiens                                                                 | Sean Burke       |                                        | Arbitrage : Mark Faucette Don VanMassenhoven Gérard Gauthier Pierre Racicot |
| 8 min            | Pénalités                                                                | 8 min            |                                        | Arbitrage : Mark Faucette Don VanMassenhoven Gérard Gauthier Pierre Racicot |
| 31               | Tirs                                                                     | 20               |                                        | Arbitrage : Mark Faucette Don VanMassenhoven Gérard Gauthier Pierre Racicot |

#### Détroit contre Los Angeles
Détroit gagne la série 4–0.
| 13 avril | Détroit | 2-0 (0-0, 1-0, 1-0) | Los Angeles | Joe Louis Arena 19 983 spectateurs |

| Feuille de match | Feuille de match                                        | Feuille de match | Feuille de match | Feuille de match                                                  |
| ---------------- | ------------------------------------------------------- | ---------------- | ---------------- | ----------------------------------------------------------------- |
|                  | Kozlov (Gill) — 21 min 43 s Fiodorov — 59 min 47 s (CV) | 1-0 2-0          |                  | Arbitrage : Bill McCreary Lance Roberts Gordon Broseker Tim Nowak |
| Chris Osgood     | Gardiens                                                | Stéphane Fiset   |                  | Arbitrage : Bill McCreary Lance Roberts Gordon Broseker Tim Nowak |
| 6 min            | Pénalités                                               | 12 min           |                  | Arbitrage : Bill McCreary Lance Roberts Gordon Broseker Tim Nowak |
| 31               | Tirs                                                    | 19               |                  | Arbitrage : Bill McCreary Lance Roberts Gordon Broseker Tim Nowak |

| 15 avril | Détroit | 8-5 (4-3, 2-1, 2-1) | Los Angeles | Joe Louis Arena 19 983 spectateurs |

| Feuille de match | Feuille de match | Feuille de match                                    | Feuille de match | Feuille de match                                                |
| ---------------- | --- | --------------------------------------------------- | --- | --------------------------------------------------------------- |
|                  | Shanahan (Kozlov) — 55 s Lapointe (Maltby) — 1 min 33 s Draper — 3 min 32 s Lapointe (Fiodorov, Yzerman) — 6 min 56 s (SN) Draper (Duchesne) — 23 min 27 s Lapointe (Murphy) — 29 min 33 s (SN) Lidström (Yzerman, Shanahan) — 49 min 18 s (SN) Lidström — 59 min 23 s (CV) | 1-0 2-0 2-1 3-1 3-2 4-2 4-3 5-3 6-3 6-4 6-5 7-5 8-5 | Robitaille (Stümpel, Blake) — 2 min 4 s Pálffy (Robitaille, Blake) — 4 min 55 s O'Donnell (Stümpel, Robitaille) — 19 min 36 s Johnson — 31 min 43 s Pálffy (Stümpel) — 41 min 11 s | Arbitrage : Kerry Fraser Dennis LaRue Gordon Broseker Tim Nowak |
| Chris Osggod     | Gardiens | Stéphane Fiset Jamie Storr (à 22 min 51 s)          | | Arbitrage : Kerry Fraser Dennis LaRue Gordon Broseker Tim Nowak |
| 16 min           | Pénalités | 16 min                                              | | Arbitrage : Kerry Fraser Dennis LaRue Gordon Broseker Tim Nowak |
| 43               | Tirs | 44                                                  | | Arbitrage : Kerry Fraser Dennis LaRue Gordon Broseker Tim Nowak |

| 17 avril | Los Angeles | 1-2 (0-1, 0-1, 1-0) | Détroit | Staples Center 18 118 spectateurs |

| Feuille de match | Feuille de match                              | Feuille de match | Feuille de match                                                                                 | Feuille de match                                                     |
| ---------------- | --------------------------------------------- | ---------------- | ------------------------------------------------------------------------------------------------ | -------------------------------------------------------------------- |
|                  | Robitaille (Stümpel, Karalahti) — 42 min 35 s | 0-1 0-2 1-2      | Fiodorov (Larionov, Lidström) — 5 min 21 s (SN) Holmström (Lidström, Yzerman) — 34 min 40 s (SN) | Arbitrage : Don Koharski Paul Stewart Gérard Gauthier Pierre Racicot |
| Stéphane Fiset   | Gardiens                                      | Chris Osgood     |                                                                                                  | Arbitrage : Don Koharski Paul Stewart Gérard Gauthier Pierre Racicot |
| 14 min           | Pénalités                                     | 16 min           |                                                                                                  | Arbitrage : Don Koharski Paul Stewart Gérard Gauthier Pierre Racicot |
| 22               | Tirs                                          | 24               |                                                                                                  | Arbitrage : Don Koharski Paul Stewart Gérard Gauthier Pierre Racicot |

| 19 avril | Los Angeles | 0-3 (0-2, 0-0, 0-1) | Détroit | Staples Center 18 118 spectateurs |

| Feuille de match | Feuille de match | Feuille de match | Feuille de match | Feuille de match                                                   |
| ---------------- | ---------------- | ---------------- | --- | ------------------------------------------------------------------ |
|                  |                  | 0-1 0-2 0-3      | Verbeek (Fiodorov, Holmström) — 17 min 10 s (SN) Murphy (Shanahan, Duchesne) — 19 min 41 s (SN) Fiodorov (Verbeek, Duchesne) — 59 min 9 s (CV) | Arbitrage : Paul Devorski Dave Jackson Andy McElman Pierre Racicot |
| Stéphane Fiset   | Gardiens         | Chris Osgood     | | Arbitrage : Paul Devorski Dave Jackson Andy McElman Pierre Racicot |
| 12 min           | Pénalités        | 18 min           | | Arbitrage : Paul Devorski Dave Jackson Andy McElman Pierre Racicot |
| 25               | Tirs             | 28               | | Arbitrage : Paul Devorski Dave Jackson Andy McElman Pierre Racicot |

### Demi-finales d'associations

#### Philadelphie contre Pittsburgh
Philadelphie gagne la série 4–2.
| 27 avril | Philadelphie | 0-2 (0-1, 0-1, 0-0) | Pittsburgh | First Union Center 19 846 spectateurs |

| Feuille de match | Feuille de match | Feuille de match | Feuille de match                                        | Feuille de match                                                       |
| ---------------- | ---------------- | ---------------- | ------------------------------------------------------- | ---------------------------------------------------------------------- |
|                  |                  | 0-1 0-2          | Jágr (Hrdina) — 13 min 33 s Straka (Lang) — 24 min 46 s | Arbitrage : Don Koharski Michael McGeough Brad Lazarowich Dan Schachte |
| Brian Boucher    | Gardiens         | Ron Tugnutt      |                                                         | Arbitrage : Don Koharski Michael McGeough Brad Lazarowich Dan Schachte |
| 16 min           | Pénalités        | 8 min            |                                                         | Arbitrage : Don Koharski Michael McGeough Brad Lazarowich Dan Schachte |
| 28               | Tirs             | 14               |                                                         | Arbitrage : Don Koharski Michael McGeough Brad Lazarowich Dan Schachte |

| 29 avril | Philadelphie | 1-4 (0-1, 0-2, 1-1) | Pittsburgh | First Union Center 19 810 spectateurs |

| Feuille de match | Feuille de match                       | Feuille de match    | Feuille de match | Feuille de match                                                     |
| ---------------- | -------------------------------------- | ------------------- | --- | -------------------------------------------------------------------- |
|                  | Gagné (Langkow, Delmore) — 44 min 34 s | 0-1 0-2 0-3 1-3 1-4 | Lang (Brown, Straka) — 16 min 57 s (SN) Jágr (Šlégr, Straka) — 34 min 45 s (SN) Lang (Straka, Laukkanen) — 36 min 30 s Jágr (Hrdina, Boughner) — 50 min 59 s | Arbitrage : Bill McCreary Lance Roberts Brad Lazarowich Dan Schachte |
| Brian Boucher    | Gardiens                               | Ron Tugnutt         | | Arbitrage : Bill McCreary Lance Roberts Brad Lazarowich Dan Schachte |
| 104 min          | Pénalités                              | 50 min              | | Arbitrage : Bill McCreary Lance Roberts Brad Lazarowich Dan Schachte |
| 45               | Tirs                                   | 25                  | | Arbitrage : Bill McCreary Lance Roberts Brad Lazarowich Dan Schachte |

| 2 mai | Pittsburgh | 3-4 (pr) (0-2, 2-0, 1-1, 0-1) | Philadelphie | Mellon Arena 17 148 spectateurs |

| Feuille de match | Feuille de match                                                                                              | Feuille de match            | Feuille de match | Feuille de match                                                     |
| ---------------- | --- | --------------------------- | --- | -------------------------------------------------------------------- |
|                  | Jágr (Straka, Hrdina) — 20 min 40 s Straka (Boughner, Jágr) — 30 min 23 s Jágr (Straka, Hrdina) — 54 min 28 s | 0-1 0-2 1-2 2-2 2-3 3-3 3-4 | Delmore (White, Jones) — 14 min 11 s Jones (Zelepoukine, Primeau) — 16 min 27 s LeClair (Recchi, Langkow) — 47 min 27 s Delmore (Jones, Hull) — 71 min 1 s | Arbitrage : Terry Gregson Richard Trottier Wayne Bonney Jay Sharrers |
| Ron Tugnutt      | Gardiens | Brian Boucher               | | Arbitrage : Terry Gregson Richard Trottier Wayne Bonney Jay Sharrers |
| 6 min            | Pénalités | 6 min                       | | Arbitrage : Terry Gregson Richard Trottier Wayne Bonney Jay Sharrers |
| 18               | Tirs | 44                          | | Arbitrage : Terry Gregson Richard Trottier Wayne Bonney Jay Sharrers |

| 4 mai | Pittsburgh | 1-2 (5 pr) (1-0, 0-0, 0-1, 0-0, 0-0, 0-0, 0-0, 0-1) | Philadelphie | Mellon Arena 17 148 spectateurs |

| Feuille de match | Feuille de match             | Feuille de match | Feuille de match                                                                              | Feuille de match                                              |
| ---------------- | ---------------------------- | ---------------- | --------------------------------------------------------------------------------------------- | ------------------------------------------------------------- |
|                  | Kovaliov (Lang) — 2 min 22 s | 1-0 1-1 1-2      | LeClair (Desjardins, Langkow) — 44 min 47 s (SN) Primeau (McGillis, Richardson) — 152 min 1 s | Arbitrage : Dan Marouelli Rob Shick Wayne Bonney Jay Sharrers |
| Ron Tugnutt      | Gardiens                     | Brian Boucher    |                                                                                               | Arbitrage : Dan Marouelli Rob Shick Wayne Bonney Jay Sharrers |
| 12 min           | Pénalités                    | 10 min           |                                                                                               | Arbitrage : Dan Marouelli Rob Shick Wayne Bonney Jay Sharrers |
| 58               | Tirs                         | 72               |                                                                                               | Arbitrage : Dan Marouelli Rob Shick Wayne Bonney Jay Sharrers |

| 7 mai | Philadelphie | 6-3 (2-0, 3-1, 1-2) | Pittsburgh | First Union Center 19 906 spectateurs |

| Feuille de match | Feuille de match | Feuille de match                          | Feuille de match                                                                                              | Feuille de match                                                           |
| ---------------- | --- | ----------------------------------------- | --- | -------------------------------------------------------------------------- |
|                  | Langkow (Recchi) — 23 s Delmore (Recchi, Primeau) — 3 min 27 s (SN) McGillis (Recchi) — 20 min 16 s Recchi (LeClair, Desjardins) — 23 min 47 s (SN) Delmore (LeClair, Recchi) — 37 min 50 s Delmore (Primeau, Tocchet) — 45 min 17 s | 1-0 2-0 3-0 4-0 4-1 5-1 5-2 6-2 6-3       | Wright (Barnaby, Corbet) — 35 min 6 s Kasparaitis (Straka, Hrdina) — 40 min 40 s Brown (Wright) — 48 min 42 s | Arbitrage : Mark Faucette Don VanMassenhoven Scott Driscoll Ray Scapinello |
| Brian Boucher    | Gardiens | Ron Tugnutt Pēteris Skudra (à 40 min 0 s) | | Arbitrage : Mark Faucette Don VanMassenhoven Scott Driscoll Ray Scapinello |
| 12 min           | Pénalités | 32 min                                    | | Arbitrage : Mark Faucette Don VanMassenhoven Scott Driscoll Ray Scapinello |
| 37               | Tirs | 32                                        | | Arbitrage : Mark Faucette Don VanMassenhoven Scott Driscoll Ray Scapinello |

| 9 mai | Pittsburgh | 1-2 (0-1, 0-1, 1-0) | Philadelphie | Mellon Arena 17 114 spectateurs |

| Feuille de match | Feuille de match                   | Feuille de match | Feuille de match                                                                          | Feuille de match                                                       |
| ---------------- | ---------------------------------- | ---------------- | ----------------------------------------------------------------------------------------- | ---------------------------------------------------------------------- |
|                  | Corbet (Brown, Lang) — 50 min 46 s | 0-1 0-2 1-2      | Recchi (LeClair, Desjardins) — 11 min 4 s (SN) LeClair (Recchi, Desjardins) — 20 min 44 s | Arbitrage : Paul Devorski Bill McCreary Gordon Broseker Pierre Racicot |
| Ron Tugnutt      | Gardiens                           | Brian Boucher    |                                                                                           | Arbitrage : Paul Devorski Bill McCreary Gordon Broseker Pierre Racicot |
| 8 min            | Pénalités                          | 6 min            |                                                                                           | Arbitrage : Paul Devorski Bill McCreary Gordon Broseker Pierre Racicot |
| 28               | Tirs                               | 23               |                                                                                           | Arbitrage : Paul Devorski Bill McCreary Gordon Broseker Pierre Racicot |

#### Toronto contre New Jersey
New Jersey gagne la série 4–2.
| 27 avril | Toronto | 2-1 (0-0, 1-1, 1-0) | New Jersey | Air Canada Centre 19 337 spectateurs |

| Feuille de match | Feuille de match                                                 | Feuille de match | Feuille de match             | Feuille de match                                                  |
| ---------------- | ---------------------------------------------------------------- | ---------------- | ---------------------------- | ----------------------------------------------------------------- |
|                  | Iouchkevitch (Kaberle) — 21 min 7 s Tucker (Clark) — 41 min 18 s | 1-0 1-1 2-1      | Sýkora (Eliáš) — 25 min 54 s | Arbitrage : Bill McCreary Lance Roberts Wayne Bonney Jay Sharrers |
| Curtis Joseph    | Gardiens                                                         | Martin Brodeur   |                              | Arbitrage : Bill McCreary Lance Roberts Wayne Bonney Jay Sharrers |
| 6 min            | Pénalités                                                        | 10 min           |                              | Arbitrage : Bill McCreary Lance Roberts Wayne Bonney Jay Sharrers |
| 21               | Tirs                                                             | 33               |                              | Arbitrage : Bill McCreary Lance Roberts Wayne Bonney Jay Sharrers |

| 29 avril | Toronto | 0-1 (0-1, 0-0, 0-0) | New Jersey | Air Canada Centre 19 375 spectateurs |

| Feuille de match | Feuille de match | Feuille de match | Feuille de match            | Feuille de match                                                     |
| ---------------- | ---------------- | ---------------- | --------------------------- | -------------------------------------------------------------------- |
|                  |                  | 0-1              | White (Arnott) — 6 min 41 s | Arbitrage : Terry Gregson Richard Trottier Wayne Bonney Jay Sharrers |
| Curtis Joseph    | Gardiens         | Martin Brodeur   |                             | Arbitrage : Terry Gregson Richard Trottier Wayne Bonney Jay Sharrers |
| 4 min            | Pénalités        | 10 min           |                             | Arbitrage : Terry Gregson Richard Trottier Wayne Bonney Jay Sharrers |
| 20               | Tirs             | 33               |                             | Arbitrage : Terry Gregson Richard Trottier Wayne Bonney Jay Sharrers |

| 1er mai | New Jersey | 5-1 (0-0, 3-0, 2-1) | Toronto | Continental Airlines Arena 18 524 spectateurs |

| Feuille de match | Feuille de match | Feuille de match        | Feuille de match                | Feuille de match                                                       |
| ---------------- | --- | ----------------------- | ------------------------------- | ---------------------------------------------------------------------- |
|                  | Arnott (Holík, Eliáš) — 29 min 42 s (SN) Gomez (Lemieux) — 35 min 3 s Eliáš — 37 min 33 s (IN) Sýkora (Eliáš, Arnott) — 44 min 27 s Moguilny (Lemieux, Gomez) — 46 min 1 s (SN) | 1-0 2-0 3-0 4-0 5-0 5-1 | Adams (Valk) — 55 min 43 s (IN) | Arbitrage : Don Koharski Michael McGeough Brad Lazarowich Dan Schachte |
| Martin Brodeur   | Gardiens | Curtis Joseph           |                                 | Arbitrage : Don Koharski Michael McGeough Brad Lazarowich Dan Schachte |
| 10 min           | Pénalités | 16 min                  |                                 | Arbitrage : Don Koharski Michael McGeough Brad Lazarowich Dan Schachte |
| 36               | Tirs | 23                      |                                 | Arbitrage : Don Koharski Michael McGeough Brad Lazarowich Dan Schachte |

| 3 mai | New Jersey | 2-3 (1-2, 0-0, 1-1) | Toronto | Continental Airlines Arena 19 040 spectateurs |

| Feuille de match | Feuille de match                                                     | Feuille de match    | Feuille de match | Feuille de match                                                      |
| ---------------- | -------------------------------------------------------------------- | ------------------- | --- | --------------------------------------------------------------------- |
|                  | Gomez (Lemieux, Niedermayer) — 1 min 41 s (SN) Lemieux — 54 min 14 s | 1-0 1-1 1-2 2-2 2-3 | Hôglund (Sundin, Thomas) — 10 min 1 s Tucker (Berezine, Koroliov) — 16 min 2 s Kaberle (Khristitch, Tucker) — 58 min 25 s | Arbitrage : Paul Devorski Stephen Walkom Brad Lazarowich Dan Schachte |
| Martin Brodeur   | Gardiens                                                             | Curtis Joseph       | | Arbitrage : Paul Devorski Stephen Walkom Brad Lazarowich Dan Schachte |
| 2 min            | Pénalités                                                            | 6 min               | | Arbitrage : Paul Devorski Stephen Walkom Brad Lazarowich Dan Schachte |
| 36               | Tirs                                                                 | 22                  | | Arbitrage : Paul Devorski Stephen Walkom Brad Lazarowich Dan Schachte |

| 6 mai | Toronto | 3-4 (1-1, 1-1, 1-2) | New Jersey | Air Canada Centre 19 447 spectateurs |

| Feuille de match | Feuille de match | Feuille de match            | Feuille de match | Feuille de match                                                   |
| ---------------- | --- | --------------------------- | --- | ------------------------------------------------------------------ |
|                  | Valk (Karpovtsev, Domi) — 8 min 55 s Farkas (Berezine, Koroliov) — 22 min 19 s Berezine (Cross, Koroliov) — 57 min 4 s | 1-0 1-1 2-1 2-2 2-3 2-4 3-4 | Eliáš (Niedermayer) — 16 min 11 s (SN) Nemtchinov (Gomez, White) — 35 min 59 s Malakhov (Gomez, Sýkora) — 47 min 47 s (SN) Madden (Pandolfo, Stevens) — 54 min 7 s | Arbitrage : Dan Marouelli Rob Shick Gordon Broseker Pierre Racicot |
| Curtis Joseph    | Gardiens | Martin Brodeur              | | Arbitrage : Dan Marouelli Rob Shick Gordon Broseker Pierre Racicot |
| 18 min           | Pénalités | 14 min                      | | Arbitrage : Dan Marouelli Rob Shick Gordon Broseker Pierre Racicot |
| 25               | Tirs | 32                          | | Arbitrage : Dan Marouelli Rob Shick Gordon Broseker Pierre Racicot |

| 8 mai | New Jersey | 3-0 (1-0, 1-0, 1-0) | Toronto | Continental Airlines Arena 19 040 spectateurs |

| Feuille de match | Feuille de match                                                                                                  | Feuille de match | Feuille de match | Feuille de match                                                |
| ---------------- | --- | ---------------- | ---------------- | --------------------------------------------------------------- |
|                  | Sýkora (Eliáš, Arnott) — 18 s Arnott (Sýkora, Daneyko) — 20 min 25 s Madden (Lemieux, Stevens) — 59 min 54 s (CV) | 1-0 2-0 3-0      |                  | Arbitrage : Don Koharski Mark Faucette Kevin Collins Jean Morin |
| Martin Brodeur   | Gardiens | Curtis Joseph    |                  | Arbitrage : Don Koharski Mark Faucette Kevin Collins Jean Morin |
| 9 min            | Pénalités | 13 min           |                  | Arbitrage : Don Koharski Mark Faucette Kevin Collins Jean Morin |
| 27               | Tirs | 6                |                  | Arbitrage : Don Koharski Mark Faucette Kevin Collins Jean Morin |

#### Dallas contre San José
Dallas gagne la série 4–1.
| 28 avril | Dallas | 4-0 (2-0, 0-0, 2-0) | San José | Reunion Arena 17 001 spectateurs |

| Feuille de match | Feuille de match | Feuille de match | Feuille de match | Feuille de match                                                  |
| ---------------- | --- | ---------------- | ---------------- | ----------------------------------------------------------------- |
|                  | Gavey (Marshall, Muller) — 5 min 45 s Modano (Zoubov, Hull) — 14 min 1 s (SN) Nieuwendyk (Langenbrunner, Zoubov) — 42 min 48 s (SN) Morrow (Hatcher, Carbonneau) — 44 min 23 s | 1-0 2-0 3-0 4-0  |                  | Arbitrage : Paul Devorski Stephen Walkom Kevin Collins Jean Morin |
| Edward Belfour   | Gardiens | Steven Shields   |                  | Arbitrage : Paul Devorski Stephen Walkom Kevin Collins Jean Morin |
| 14 min           | Pénalités | 18 min           |                  | Arbitrage : Paul Devorski Stephen Walkom Kevin Collins Jean Morin |
| 27               | Tirs | 18               |                  | Arbitrage : Paul Devorski Stephen Walkom Kevin Collins Jean Morin |

| 30 avril | Dallas | 1-0 (1-0, 0-0, 0-0) | San José | Reunion Arena 17 001 spectateurs |

| Feuille de match | Feuille de match                   | Feuille de match | Feuille de match | Feuille de match                                               |
| ---------------- | ---------------------------------- | ---------------- | ---------------- | -------------------------------------------------------------- |
|                  | Modano (Hull, Morrow) — 7 min 26 s | 1-0              |                  | Arbitrage : Kerry Fraser Dave Jackson Kevin Collins Jean Morin |
| Edward Belfour   | Gardiens                           | Steven Shields   |                  | Arbitrage : Kerry Fraser Dave Jackson Kevin Collins Jean Morin |
| 10 min           | Pénalités                          | 6 min            |                  | Arbitrage : Kerry Fraser Dave Jackson Kevin Collins Jean Morin |
| 18               | Tirs                               | 19               |                  | Arbitrage : Kerry Fraser Dave Jackson Kevin Collins Jean Morin |

| 2 mai | San José | 2-1 (0-1, 2-0, 0-0) | Dallas | San Jose Arena 17 483 spectateurs |

| Feuille de match | Feuille de match                                                                         | Feuille de match | Feuille de match                       | Feuille de match                                                           |
| ---------------- | ---------------------------------------------------------------------------------------- | ---------------- | -------------------------------------- | -------------------------------------------------------------------------- |
|                  | Ricci (Suter, Damphousse) — 25 min 42 s (SN) Nolan (Damphousse, Marchment) — 34 min 56 s | 0-1 1-1 2-1      | Modano (Hull, Sydor) — 3 min 35 s (SN) | Arbitrage : Mark Faucette Don VanMassenhoven Scott Driscoll Ray Scapinello |
| Steven Shields   | Gardiens                                                                                 | Edward Belfour   |                                        | Arbitrage : Mark Faucette Don VanMassenhoven Scott Driscoll Ray Scapinello |
| 10 min           | Pénalités                                                                                | 16 min           |                                        | Arbitrage : Mark Faucette Don VanMassenhoven Scott Driscoll Ray Scapinello |
| 28               | Tirs                                                                                     | 31               |                                        | Arbitrage : Mark Faucette Don VanMassenhoven Scott Driscoll Ray Scapinello |

| 5 mai | San José | 4-5 (2-2, 2-3, 0-0) | Dallas | San Jose Arena 17 483 spectateurs |

| Feuille de match | Feuille de match | Feuille de match                    | Feuille de match | Feuille de match                                                      |
| ---------------- | --- | ----------------------------------- | --- | --------------------------------------------------------------------- |
|                  | Damphousse (Friesen, Suter) — 8 min 52 s (SN) Ricci (Sundström, Sturm) — 17 min 34 s Nolan — 27 min 48 s (IN) Harvey (Marleau, Koroliouk) — 34 min 8 s (SN) | 0-1 1-1 1-2 2-2 2-3 3-3 3-4 4-4 4-5 | Modano (Hull, Morrow) — 1 min 8 s Carbonneau (Keane) — 10 min 21 s (IN) Zoubov (Modano, Langenbrunner) — 20 min 56 s (IN) Nieuwendyk (Morrow, Hull) — 30 min 52 s Nieuwendyk (Langenbrunner, Thornton) — 38 min 7 s | Arbitrage : Bill McCreary Lance Roberts Scott Driscoll Ray Scapinello |
| Steven Shields   | Gardiens | Edward Belfour                      | | Arbitrage : Bill McCreary Lance Roberts Scott Driscoll Ray Scapinello |
| 12 min           | Pénalités | 16 min                              | | Arbitrage : Bill McCreary Lance Roberts Scott Driscoll Ray Scapinello |
| 35               | Tirs | 33                                  | | Arbitrage : Bill McCreary Lance Roberts Scott Driscoll Ray Scapinello |

| 7 mai | Dallas | 4-1 (2-0, 0-0, 2-1) | San José | Reunion Arena 17 001 spectateurs |

| Feuille de match | Feuille de match | Feuille de match    | Feuille de match                            | Feuille de match                                                       |
| ---------------- | --- | ------------------- | ------------------------------------------- | ---------------------------------------------------------------------- |
|                  | Nieuwendyk (Thornton, Langenbrunner) — 10 min 31 s Thornton (Zoubov) — 13 min 34 s Hull (Zoubov, Sydor) — 44 min 2 s (SN) Côté (Langenbrunner, Thornton) — 44 min 43 s (SN) | 1-0 2-0 3-0 4-0 4-1 | Marleau (Norton, Hannan) — 48 min 32 s (SN) | Arbitrage : Kerry Fraser Richard Trottier Brad Lazarowich Dan Schachte |
| Edward Belfour   | Gardiens | Steven Shields      |                                             | Arbitrage : Kerry Fraser Richard Trottier Brad Lazarowich Dan Schachte |
| 8 min            | Pénalités | 8 min               |                                             | Arbitrage : Kerry Fraser Richard Trottier Brad Lazarowich Dan Schachte |
| 30               | Tirs | 33                  |                                             | Arbitrage : Kerry Fraser Richard Trottier Brad Lazarowich Dan Schachte |

#### Détroit contre Colorado
Colorado gagne la série 4–1.
| 27 avril | Colorado | 2-0 (1-0, 1-0, 0-0) | Détroit | Pepsi Center 18 007 spectateurs |

| Feuille de match | Feuille de match                                                                       | Feuille de match | Feuille de match | Feuille de match                                                  |
| ---------------- | -------------------------------------------------------------------------------------- | ---------------- | ---------------- | ----------------------------------------------------------------- |
|                  | Forsberg (Deadmarsh, Drury) — 10 min 13 s Ozoliņš (Forsberg, Drury) — 31 min 39 s (SN) | 1-0 2-0          |                  | Arbitrage : Dan Marouelli Rob Shick Scott Driscoll Ray Scapinello |
| Patrick Roy      | Gardiens                                                                               | Chris Osgood     |                  | Arbitrage : Dan Marouelli Rob Shick Scott Driscoll Ray Scapinello |
| 8 min            | Pénalités                                                                              | 10 min           |                  | Arbitrage : Dan Marouelli Rob Shick Scott Driscoll Ray Scapinello |
| 26               | Tirs                                                                                   | 25               |                  | Arbitrage : Dan Marouelli Rob Shick Scott Driscoll Ray Scapinello |

| 29 avril | Colorado | 3-1 (2-0, 0-0, 1-1) | Détroit | Pepsi Center 18 007 spectateurs |

| Feuille de match | Feuille de match | Feuille de match | Feuille de match                            | Feuille de match                                                           |
| ---------------- | --- | ---------------- | ------------------------------------------- | -------------------------------------------------------------------------- |
|                  | Hejduk (Drury, Deadmarsh) — 8 min 12 s (SN) Forsberg (Bourque, Roy) — 15 min 49 s (SN) Drury (Klemm) — 39 min 1 s (CV) | 1-0 2-0 2-1 3-1  | Holmström (Chelios, Duchesne) — 48 min 12 s | Arbitrage : Mark Faucette Don VanMassenhoven Scott Driscoll Ray Scapinello |
| Patrick Roy      | Gardiens | Chris Osgoog     |                                             | Arbitrage : Mark Faucette Don VanMassenhoven Scott Driscoll Ray Scapinello |
| 18 min           | Pénalités | 34 min           |                                             | Arbitrage : Mark Faucette Don VanMassenhoven Scott Driscoll Ray Scapinello |
| 33               | Tirs | 30               |                                             | Arbitrage : Mark Faucette Don VanMassenhoven Scott Driscoll Ray Scapinello |

| 1er mai | Détroit | 3-1 (1-0, 1-1, 1-0) | Colorado | Joe Louis Arena 19 983 spectateurs |

| Feuille de match | Feuille de match | Feuille de match | Feuille de match                              | Feuille de match                                                        |
| ---------------- | --- | ---------------- | --------------------------------------------- | ----------------------------------------------------------------------- |
|                  | Larionov (Lapointe, Lidström) — 9 min 38 s (SN) Fiodorov (Lidström) — 31 min 57 s (SN) Shanahan (Murphy) — 59 min 19 s (CV) | 1-0 1-1 2-1 3-1  | Forsberg (Bourque, Hejduk) — 29 min 39 s (SN) | Arbitrage : Paul Devorski Stephen Walkom Gordon Broseker Pierre Racicot |
| Chris Osggod     | Gardiens | Patrick Roy      |                                               | Arbitrage : Paul Devorski Stephen Walkom Gordon Broseker Pierre Racicot |
| 14 min           | Pénalités | 10 min           |                                               | Arbitrage : Paul Devorski Stephen Walkom Gordon Broseker Pierre Racicot |
| 36               | Tirs | 23               |                                               | Arbitrage : Paul Devorski Stephen Walkom Gordon Broseker Pierre Racicot |

| 3 mai | Détroit | 2-3 (pr) (0-0, 1-1, 1-1, 0-1) | Colorado | Joe Louis Arena 19 983 spectateurs |

| Feuille de match | Feuille de match                                                                        | Feuille de match    | Feuille de match | Feuille de match                                                     |
| ---------------- | --------------------------------------------------------------------------------------- | ------------------- | --- | -------------------------------------------------------------------- |
|                  | Holmström (Brown, Fiodorov) — 28 min 46 s Kozlov (Fiodorov, Yzerman) — 49 min 20 s (SN) | 0-1 1-1 2-1 2-2 2-3 | Klemm (Reid, Drury) — 23 min 37 s Andreychuk (Hejduk, Sakic) — 55 min 33 s Drury (Forsberg, Deadmarsh) — 70 min 21 s | Arbitrage : Kerry Fraser Dave Jackson Gordon Broseker Pierre Racicot |
| Chris Osgood     | Gardiens                                                                                | Patrick Roy         | | Arbitrage : Kerry Fraser Dave Jackson Gordon Broseker Pierre Racicot |
| 6 min            | Pénalités                                                                               | 10 min              | | Arbitrage : Kerry Fraser Dave Jackson Gordon Broseker Pierre Racicot |
| 32               | Tirs                                                                                    | 21                  | | Arbitrage : Kerry Fraser Dave Jackson Gordon Broseker Pierre Racicot |

| 5 mai | Colorado | 4-2 (0-0, 2-1, 2-1) | Détroit | Pepsi Center 18 007 spectateurs |

| Feuille de match | Feuille de match | Feuille de match        | Feuille de match                                                                     | Feuille de match                                                       |
| ---------------- | --- | ----------------------- | ------------------------------------------------------------------------------------ | ---------------------------------------------------------------------- |
|                  | Sakic (Deadmarsh) — 22 min 46 s (SN) Yelle (Miller) — 30 min 1 s Forsberg (Deadmarsh) — 44 min 40 s Podein (Aubin, Messier) — 49 min 1 s | 1-0 2-0 2-1 3-1 3-2 4-2 | Murphy (Larionov, Osgood) — 32 min 1 s (IN) Shanahan (Murphy, McCarty) — 46 min 13 s | Arbitrage : Don Koharski Michael McGeough Brad Lazarowich Dan Schachte |
| Patrick Roy      | Gardiens | Chris Osgood            |                                                                                      | Arbitrage : Don Koharski Michael McGeough Brad Lazarowich Dan Schachte |
| 8 min            | Pénalités | 12 min                  |                                                                                      | Arbitrage : Don Koharski Michael McGeough Brad Lazarowich Dan Schachte |
| 25               | Tirs | 22                      |                                                                                      | Arbitrage : Don Koharski Michael McGeough Brad Lazarowich Dan Schachte |

### Finales d'associations

#### New Jersey contre Philadelphie
New Jersey gagne la série 4–3. 
| 14 mai | Philadelphie | 1-4 (1-3, 0-0, 0-1) | New Jersey | First Union Center 19 779 spectateurs |

| Feuille de match | Feuille de match              | Feuille de match    | Feuille de match | Feuille de match                                                |
| ---------------- | ----------------------------- | ------------------- | --- | --------------------------------------------------------------- |
|                  | Recchi (Langkow) — 8 min 20 s | 0-1 1-1 1-2 1-3 1-4 | Niedermayer (McKay, Bryline) — 55 s Sýkora (Arnott, Stevens) — 17 min 38 s Holík (Bryline, McKay) — 18 min 4 s Lemieux (Moguilny, Gomez) — 45 min 19 s (SN) | Arbitrage : Don Koharski Rob Shick Gordon Broseker Dan Schachte |
| Brian Boucher    | Gardiens                      | Martin Brodeur      | | Arbitrage : Don Koharski Rob Shick Gordon Broseker Dan Schachte |
| 4 min            | Pénalités                     | 4 min               | | Arbitrage : Don Koharski Rob Shick Gordon Broseker Dan Schachte |
| 36               | Tirs                          | 24                  | | Arbitrage : Don Koharski Rob Shick Gordon Broseker Dan Schachte |

| 16 mai | Philadelphie | 4-3 (1-1, 1-2, 2-0) | New Jersey | First Union Center 19 855 spectateurs |

| Feuille de match | Feuille de match | Feuille de match            | Feuille de match                                                                                 | Feuille de match                                                     |
| ---------------- | --- | --------------------------- | ------------------------------------------------------------------------------------------------ | -------------------------------------------------------------------- |
|                  | Tocchet (Burt, Gagné) — 1 min 38 s Desjardins (Tocchet, Zelepoukin) — 39 min 21 s Tocchet (Primeau, Desjardins) — 41 min 6 s Langkow (Jones) — 41 min 58 s | 1-0 1-1 1-2 1-3 2-3 3-3 4-3 | Gomez (White, Nemtchinov) — 13 min 23 s Arnott — 22 min 51 s Eliáš (Sýkora, Gomez) — 34 min 50 s | Arbitrage : Paul Devorski Dan Marouelli Gordon Broseker Dan Schachte |
| Brian Boucher    | Gardiens | Martin Brodeur              |                                                                                                  | Arbitrage : Paul Devorski Dan Marouelli Gordon Broseker Dan Schachte |
| 13 min           | Pénalités | 13 min                      |                                                                                                  | Arbitrage : Paul Devorski Dan Marouelli Gordon Broseker Dan Schachte |
| 30               | Tirs | 33                          |                                                                                                  | Arbitrage : Paul Devorski Dan Marouelli Gordon Broseker Dan Schachte |

| 18 mai | New Jersey | 2-4 (1-2, 0-1, 1-1) | Philadelphie | Continental Airlines Arena 19 040 spectateurs |

| Feuille de match | Feuille de match                                                                  | Feuille de match        | Feuille de match | Feuille de match                                                       |
| ---------------- | --------------------------------------------------------------------------------- | ----------------------- | --- | ---------------------------------------------------------------------- |
|                  | Lemieux (Malakhov, White) — 4 min 24 s Niedermayer (Sýkora, Arnott) — 55 min 59 s | 0-1 1-1 1-2 1-3 2-3 2-4 | Recchi (LeClair) — 2 min 57 s Jones (Primeau, Tocchet) — 14 min 14 s Tocchet (Primeau) — 27 min 15 s Gagné (Recchi, McGillis) — 58 min 11 s | Arbitrage : Mark Faucette Terry Gregson Brad Lazarowich Ray Scapinello |
| Martin Brodeur   | Gardiens                                                                          | Brian Boucher           | | Arbitrage : Mark Faucette Terry Gregson Brad Lazarowich Ray Scapinello |
| 6 min            | Pénalités                                                                         | 4 min                   | | Arbitrage : Mark Faucette Terry Gregson Brad Lazarowich Ray Scapinello |
| 29               | Tirs                                                                              | 21                      | | Arbitrage : Mark Faucette Terry Gregson Brad Lazarowich Ray Scapinello |

| 20 mai | New Jersey | 1-3 (0-1, 1-0, 0-2) | Philadelphie | Continental Airlines Arena 19 040 spectateurs |

| Feuille de match | Feuille de match                     | Feuille de match | Feuille de match                                                                                                   | Feuille de match                                                       |
| ---------------- | ------------------------------------ | ---------------- | --- | ---------------------------------------------------------------------- |
|                  | Holík (Bryline, McKay) — 32 min 13 s | 0-1 1-1 1-2 1-3  | Recchi (Gagné) — 16 min 7 s Berube (McGillis, Manderville) — 52 min 58 s Gagné (Desjardins, LeClair) — 56 min 40 s | Arbitrage : Kerry Fraser Stephen Walkom Brad Lazarowich Ray Scapinello |
| Martin Brodeur   | Gardiens                             | Brian Boucher    | | Arbitrage : Kerry Fraser Stephen Walkom Brad Lazarowich Ray Scapinello |
| 4 min            | Pénalités                            | 4 min            | | Arbitrage : Kerry Fraser Stephen Walkom Brad Lazarowich Ray Scapinello |
| 25               | Tirs                                 | 21               | | Arbitrage : Kerry Fraser Stephen Walkom Brad Lazarowich Ray Scapinello |

| 22 mai | Philadelphie | 1-4 (0-2, 1-1, 0-1) | New Jersey | First Union Center 19 945 spectateurs |

| Feuille de match | Feuille de match                                 | Feuille de match    | Feuille de match | Feuille de match                                                       |
| ---------------- | ------------------------------------------------ | ------------------- | --- | ---------------------------------------------------------------------- |
|                  | Zelepoukine (Primeau, Recchi) — 35 min 45 s (SN) | 0-1 0-2 0-3 1-3 1-4 | Arnott (Rafalski, Sýkora) — 10 min 25 s (SN) Holík (Pandolfo, Malakhov) — 15 min 15 s Sýkora (Eliáš, Stevens) — 21 min 47 s Eliáš (Arnott) — 40 min 54 s | Arbitrage : Bill McCreary Don VanMassenhoven Wayne Bonney Jay Sharrers |
| Brian Boucher    | Gardiens                                         | Martin Brodeur      | | Arbitrage : Bill McCreary Don VanMassenhoven Wayne Bonney Jay Sharrers |
| 6 min            | Pénalités                                        | 10 min              | | Arbitrage : Bill McCreary Don VanMassenhoven Wayne Bonney Jay Sharrers |
| 21               | Tirs                                             | 30                  | | Arbitrage : Bill McCreary Don VanMassenhoven Wayne Bonney Jay Sharrers |

| 24 mai | New Jersey | 2-1 (0-0, 0-0, 2-1) | Philadelphie | Continental Airlines Arena 19 040 spectateurs |

| Feuille de match | Feuille de match                                                                 | Feuille de match | Feuille de match                        | Feuille de match                                                      |
| ---------------- | -------------------------------------------------------------------------------- | ---------------- | --------------------------------------- | --------------------------------------------------------------------- |
|                  | Lemieux (Pandolfo, Holík) — 51 min 26 s Moguilny (Bryline, Madden) — 56 min 33 s | 1-0 2-0 2-1      | Lindros (Primeau, Recchi) — 59 min 31 s | Arbitrage : Mark Faucette Dan Marouelli Kevin Collins Brad Lazarovich |
| Martin Brodeur   | Gardiens                                                                         | Brian Boucher    |                                         | Arbitrage : Mark Faucette Dan Marouelli Kevin Collins Brad Lazarovich |
| 4 min            | Pénalités                                                                        | 6 min            |                                         | Arbitrage : Mark Faucette Dan Marouelli Kevin Collins Brad Lazarovich |
| 26               | Tirs                                                                             | 13               |                                         | Arbitrage : Mark Faucette Dan Marouelli Kevin Collins Brad Lazarovich |

| 26 mai | Philadelphie | 1-2 (0-1, 1-0, 0-1) | New Jersey | First Union Center 20 037 spectateurs |

| Feuille de match | Feuille de match                             | Feuille de match | Feuille de match                                                               | Feuille de match                                                  |
| ---------------- | -------------------------------------------- | ---------------- | ------------------------------------------------------------------------------ | ----------------------------------------------------------------- |
|                  | Tocchet (LeClair, Delmore) — 26 min 1 s (SN) | 0-1 1-1 1-2      | Eliáš (Arnott, Holík) — 6 min 44 s (SN) Eliáš (Arnott, Moguilny) — 57 min 28 s | Arbitrage : Don Koharski Dan Marouelli Kevin Collins Jay Sharrers |
| Brian Boucher    | Gardiens                                     | Martin Brodeur   |                                                                                | Arbitrage : Don Koharski Dan Marouelli Kevin Collins Jay Sharrers |
| 6 min            | Pénalités                                    | 8 min            |                                                                                | Arbitrage : Don Koharski Dan Marouelli Kevin Collins Jay Sharrers |
| 27               | Tirs                                         | 18               |                                                                                | Arbitrage : Don Koharski Dan Marouelli Kevin Collins Jay Sharrers |

#### Dallas contre Colorado
Dallas gagne la série 4–3.
| 13 mai | Dallas | 0-2 (0-0, 0-2, 0-0) | Colorado | Reunion Arena 17 001 spectateurs |

| Feuille de match | Feuille de match | Feuille de match | Feuille de match                                                                         | Feuille de match                                                  |
| ---------------- | ---------------- | ---------------- | ---------------------------------------------------------------------------------------- | ----------------------------------------------------------------- |
|                  |                  | 0-1 0-2          | Hejduk (Andreychuk, Foote) — 28 min 51 s (SN) Miller (Forsberg, Deadmarsh) — 37 min 32 s | Arbitrage : Mark Faucette Terry Gregson Wayne Bonney Jay Sharrers |
| Edward Belfour   | Gardiens         | Patrick Roy      |                                                                                          | Arbitrage : Mark Faucette Terry Gregson Wayne Bonney Jay Sharrers |
| 10 min           | Pénalités        | 10 min           |                                                                                          | Arbitrage : Mark Faucette Terry Gregson Wayne Bonney Jay Sharrers |
| 24               | Tirs             | 18               |                                                                                          | Arbitrage : Mark Faucette Terry Gregson Wayne Bonney Jay Sharrers |

| 15 mai | Dallas | 3-2 (0-0, 2-1, 1-1) | Colorado | Reunion Arena 17 001 spectateurs |

| Feuille de match | Feuille de match                                                                                                  | Feuille de match    | Feuille de match                                                                             | Feuille de match                                                  |
| ---------------- | --- | ------------------- | -------------------------------------------------------------------------------------------- | ----------------------------------------------------------------- |
|                  | Modano (Lehtinen, Hull) — 25 min 24 s Modano (Matvichuk, Zoubov) — 38 min 15 s (SN) Hull (Lehtinen) — 45 min 48 s | 0-1 1-1 2-1 3-1 3-2 | Ozoliņš (Forsberg, Deadmarsh) — 20 min 25 s (SN) Forsberg (Deadmarsh, Ozoliņš) — 54 min 23 s | Arbitrage : Kerry Fraser Stephen Walkom Wayne Bonney Jay Sharrers |
| Edward Belfour   | Gardiens | Patrick Roy         |                                                                                              | Arbitrage : Kerry Fraser Stephen Walkom Wayne Bonney Jay Sharrers |
| 14 min           | Pénalités | 12 min              |                                                                                              | Arbitrage : Kerry Fraser Stephen Walkom Wayne Bonney Jay Sharrers |
| 34               | Tirs | 22                  |                                                                                              | Arbitrage : Kerry Fraser Stephen Walkom Wayne Bonney Jay Sharrers |

| 19 mai | Colorado | 2-0 (1-0, 1-0, 0-0) | Dallas | Pepsi Center 18 007 spectateurs |

| Feuille de match | Feuille de match                                                                 | Feuille de match | Feuille de match | Feuille de match                                                      |
| ---------------- | -------------------------------------------------------------------------------- | ---------------- | ---------------- | --------------------------------------------------------------------- |
|                  | Podein (Drury, Škoula) — 1 min 39 s Deadmarsh (Škoula, Sakic) — 34 min 50 s (SN) | 1-0 2-0          |                  | Arbitrage : Bill McCreary Don VanMassenhoven Kevin Collins Jean Morin |
| Patrick Roy      | Gardiens                                                                         | Edward Belfour   |                  | Arbitrage : Bill McCreary Don VanMassenhoven Kevin Collins Jean Morin |
| 6 min            | Pénalités                                                                        | 20 min           |                  | Arbitrage : Bill McCreary Don VanMassenhoven Kevin Collins Jean Morin |
| 40               | Tirs                                                                             | 21               |                  | Arbitrage : Bill McCreary Don VanMassenhoven Kevin Collins Jean Morin |

| 21 mai | Colorado | 1-4 (0-2, 1-1, 0-1) | Dallas | Pepsi Center 18 007 spectateurs |

| Feuille de match | Feuille de match   | Feuille de match    | Feuille de match | Feuille de match                                                 |
| ---------------- | ------------------ | ------------------- | --- | ---------------------------------------------------------------- |
|                  | Reid — 21 min 43 s | 0-1 0-2 1-2 1-3 1-4 | Nieuwendyk (Langenbrunner, Thornton) — 7 min 12 s (SN) Hull (Modano) — 17 min 30 s Hull (Modano) — 27 min 52 s Matvichuk (Hull, Modano) — 44 min 39 s | Arbitrage : Paul Devorski Dan Marouelli Kevin Collins Jean Morin |
| Patrick Roy      | Gardiens           | Edward Belfour      | | Arbitrage : Paul Devorski Dan Marouelli Kevin Collins Jean Morin |
| 19 min           | Pénalités          | 29 min              | | Arbitrage : Paul Devorski Dan Marouelli Kevin Collins Jean Morin |
| 39               | Tirs               | 15                  | | Arbitrage : Paul Devorski Dan Marouelli Kevin Collins Jean Morin |

| 23 mai | Dallas | 3-2 (pr) (0-1, 2-0, 0-1, 1-0) | Colorado | Reunion Arena 17 001 spectateurs |

| Feuille de match | Feuille de match | Feuille de match    | Feuille de match                                                          | Feuille de match                                                |
| ---------------- | --- | ------------------- | ------------------------------------------------------------------------- | --------------------------------------------------------------- |
|                  | Lehtinen (Hull, Modano) — 24 min 26 s Hull (Modano, Sydor) — 34 min 41 s Nieuwendyk (Matvichuk, Thornton) — 72 min 10 s | 0-1 1-1 2-1 2-2 3-2 | Klemm (Yelle, Forsberg) — 12 min 11 s Hejduk (Sakic, Foote) — 42 min 19 s | Arbitrage : Don Koharski Rob Shick Gordon Broseker Dan Schachte |
| Edward Belfour   | Gardiens | Patrick Roy         |                                                                           | Arbitrage : Don Koharski Rob Shick Gordon Broseker Dan Schachte |
| 8 min            | Pénalités | 12 min              |                                                                           | Arbitrage : Don Koharski Rob Shick Gordon Broseker Dan Schachte |
| 20               | Tirs | 31                  |                                                                           | Arbitrage : Don Koharski Rob Shick Gordon Broseker Dan Schachte |

| 25 mai | Colorado | 2-1 (0-0, 1-1, 1-0) | Dallas | Pepsi Center 18 007 spectateurs |

| Feuille de match | Feuille de match                                           | Feuille de match | Feuille de match                 | Feuille de match                                                      |
| ---------------- | ---------------------------------------------------------- | ---------------- | -------------------------------- | --------------------------------------------------------------------- |
|                  | Bourque (Sakic) — 24 min 30 s Drury (Bourque) — 56 min 7 s | 1-0 1-1 2-1      | Hull (Zoubov) — 32 min 37 s (SN) | Arbitrage : Kerry Fraser Terry Gregson Gordon Broseker Ray Scapinello |
| Patrick Roy      | Gardiens                                                   | Edward Belfour   |                                  | Arbitrage : Kerry Fraser Terry Gregson Gordon Broseker Ray Scapinello |
| 8 min            | Pénalités                                                  | 8 min            |                                  | Arbitrage : Kerry Fraser Terry Gregson Gordon Broseker Ray Scapinello |
| 21               | Tirs                                                       | 27               |                                  | Arbitrage : Kerry Fraser Terry Gregson Gordon Broseker Ray Scapinello |

| 27 mai | Dallas | 3-2 (2-0, 1-0, 0-2) | Colorado | Reunion Arena 17 001 spectateurs |

| Feuille de match | Feuille de match | Feuille de match    | Feuille de match                                                                 | Feuille de match                                                    |
| ---------------- | --- | ------------------- | -------------------------------------------------------------------------------- | ------------------------------------------------------------------- |
|                  | Zoubov (Modano, Sydor) — 6 min 36 s (SN) Modano (Matvichuk, Zoubov) — 19 min 54 s (SN) Liachenko (Keane, Hatcher) — 25 min 31 s | 1-0 2-0 3-0 3-1 3-2 | Forsberg (Drury, Foote) — 45 min 25 s (IN) Hejduk (Bourque, Drury) — 48 min 26 s | Arbitrage : Terry Gregson Bill McCreary Ray Scapinello Dan Schachte |
| Edward Belfour   | Gardiens | Patrick Roy         |                                                                                  | Arbitrage : Terry Gregson Bill McCreary Ray Scapinello Dan Schachte |
| 6 min            | Pénalités | 8 min               |                                                                                  | Arbitrage : Terry Gregson Bill McCreary Ray Scapinello Dan Schachte |
| 29               | Tirs | 33                  |                                                                                  | Arbitrage : Terry Gregson Bill McCreary Ray Scapinello Dan Schachte |

### Finale de la Coupe Stanley
La finale de la saison 2000 est jouée au cours de la 107e année de la Coupe Stanley. Les Devils menés par leur capitaine, Scott Stevens, leur entraîneur Larry Robinson et leur gardien de but Martin Brodeur sont opposés aux Stars emmenés par Derian Hatcher, Ken Hitchcock et Ed Belfour (respectivement capitaine, entraîneur et gardien de but) et remportent la coupe en six matchs avec une reprise de volée devant le gardien par Jason Arnott durant la seconde prolongation.
| 30 mai | New Jersey | 7-3 (1-1, 3-0, 3-2) | Dallas | Continental Airlines Arena 19 040 spectateurs |

| Feuille de match | Feuille de match | Feuille de match                                 | Feuille de match                                                                                       | Feuille de match                                                   |
| ---------------- | --- | ------------------------------------------------ | --- | ------------------------------------------------------------------ |
|                  | Arnott (Sýkora, Eliáš) — 7 min 22 s Daneyko (Bryline, Madden) — 22 min 52 s Sýkora (Eliáš, Arnott) — 30 min 28 s Stevens (Pandolfo, Rafalski) — 36 min 4 s Bryline (McKay) — 42 min 21 s Sýkora (Arnott, Eliáš) — 43 min 2 s Arnott (Holík, Sýkora) — 45 min 12 s (SN) | 1-0 1-1 2-1 3-1 4-1 5-1 6-1 7-1 7-2 7-3          | Sydor (Lehtinen, Keane) — 13 min 13 s Sim (Carbonneau) — 47 min 43 s Muller (Carbonneau) — 47 min 55 s | Arbitrage : Don Koharski Bill McCreary Ray Scapinello Jay Sharrers |
| Martin Brodeur   | Gardiens | Edward Belfour Emmanuel Fernandez (à 43 min 2 s) | | Arbitrage : Don Koharski Bill McCreary Ray Scapinello Jay Sharrers |
| 0 min            | Pénalités | 8 min                                            | | Arbitrage : Don Koharski Bill McCreary Ray Scapinello Jay Sharrers |
| 26               | Tirs | 18                                               | | Arbitrage : Don Koharski Bill McCreary Ray Scapinello Jay Sharrers |

| 1er juin | New Jersey | 1-2 (1-1, 0-0, 0-1) | Dallas | Continental Airlines Arena 19 040 spectateurs |

| Feuille de match | Feuille de match                        | Feuille de match | Feuille de match                                                            | Feuille de match                                                    |
| ---------------- | --------------------------------------- | ---------------- | --------------------------------------------------------------------------- | ------------------------------------------------------------------- |
|                  | Moguilny (Gomez, Stevens) — 12 min 42 s | 0-1 1-1 1-2      | Hull (Modano, Matvichuk) — 4 min 25 s Hull (Lehtinen, Modano) — 55 min 44 s | Arbitrage : Kerry Fraser Dan Marouelli Gordon Broseker Dan Schachte |
| Martin Brodeur   | Gardiens                                | Edward Belfour   |                                                                             | Arbitrage : Kerry Fraser Dan Marouelli Gordon Broseker Dan Schachte |
| 6 min            | Pénalités                               | 8 min            |                                                                             | Arbitrage : Kerry Fraser Dan Marouelli Gordon Broseker Dan Schachte |
| 28               | Tirs                                    | 17               |                                                                             | Arbitrage : Kerry Fraser Dan Marouelli Gordon Broseker Dan Schachte |

| 3 juin | Dallas | 1-2 (1-1, 0-1, 0-0) | New Jersey | Reunion Arena 17 001 spectateurs |

| Feuille de match | Feuille de match       | Feuille de match | Feuille de match                                                                   | Feuille de match                                                   |
| ---------------- | ---------------------- | ---------------- | ---------------------------------------------------------------------------------- | ------------------------------------------------------------------ |
|                  | Côté — 13 min 8 s (SN) | 1-0 1-1 1-2      | Arnott (Rafalski, White) — 18 min 6 s Sýkora (Arnott, Rafalski) — 32 min 27 s (SN) | Arbitrage : Terry Gregson Don Koharski Ray Scapinello Jay Sharrers |
| Edward Belfour   | Gardiens               | Martin Brodeur   |                                                                                    | Arbitrage : Terry Gregson Don Koharski Ray Scapinello Jay Sharrers |
| 4 min            | Pénalités              | 8 min            |                                                                                    | Arbitrage : Terry Gregson Don Koharski Ray Scapinello Jay Sharrers |
| 23               | Tirs                   | 31               |                                                                                    | Arbitrage : Terry Gregson Don Koharski Ray Scapinello Jay Sharrers |

| 5 juin | Dallas | 1-3 (0-0, 1-0, 0-3) | New Jersey | Reunion Arena 17 001 spectateurs |

| Feuille de match | Feuille de match                           | Feuille de match | Feuille de match | Feuille de match                                                    |
| ---------------- | ------------------------------------------ | ---------------- | --- | ------------------------------------------------------------------- |
|                  | Nieuwendyk (Sydor, Hull) — 38 min 2 s (SN) | 1-0 1-1 1-2 1-3  | Bryline (Moguilny, Malakhov) — 42 min 27 s Madden (Nemtchinov, Daneyko) — 44 min 51 s (IN) Rafalski (Eliáš) — 46 min 8 s | Arbitrage : Kerry Fraser Bill McCreary Gordon Broseker Dan Schachte |
| Edward Belfour   | Gardiens                                   | Martin Brodeur   | | Arbitrage : Kerry Fraser Bill McCreary Gordon Broseker Dan Schachte |
| 8 min            | Pénalités                                  | 10 min           | | Arbitrage : Kerry Fraser Bill McCreary Gordon Broseker Dan Schachte |
| 17               | Tirs                                       | 31               | | Arbitrage : Kerry Fraser Bill McCreary Gordon Broseker Dan Schachte |

| 8 juin | New Jersey | 0-1 (3 pr) (0-0, 0-0, 0-0, 0-0, 0-0, 0-1) | Dallas | Continental Airlines Arena 19 040 spectateurs |

| Feuille de match | Feuille de match | Feuille de match | Feuille de match                       | Feuille de match                                                   |
| ---------------- | ---------------- | ---------------- | -------------------------------------- | ------------------------------------------------------------------ |
|                  |                  | 0-1              | Modano (Hull, Lehtinen) — 126 min 21 s | Arbitrage : Don Koharski Dan Marouelli Ray Scapinello Jay Sharrers |
| Martin Brodeur   | Gardiens         | Edward Belfour   |                                        | Arbitrage : Don Koharski Dan Marouelli Ray Scapinello Jay Sharrers |
| 4 min            | Pénalités        | 6 min            |                                        | Arbitrage : Don Koharski Dan Marouelli Ray Scapinello Jay Sharrers |
| 48               | Tirs             | 41               |                                        | Arbitrage : Don Koharski Dan Marouelli Ray Scapinello Jay Sharrers |

| 10 juin | Dallas | 1-2 (2 pr) (0-0, 1-1, 0-0, 0-0, 0-1) | New Jersey | Reunion Arena 17 001 spectateurs |

| Feuille de match | Feuille de match                       | Feuille de match | Feuille de match                                                                          | Feuille de match                                                     |
| ---------------- | -------------------------------------- | ---------------- | ----------------------------------------------------------------------------------------- | -------------------------------------------------------------------- |
|                  | Keane (Thornton, Modano) — 26 min 27 s | 0-1 1-1 1-2      | Niedermayer (Lemieux, Pandolfo) — 25 min 18 s (SN) Arnott (Eliáš, Stevens) — 108 min 20 s | Arbitrage : Terry Gregson Bill McCreary Gordon Broseker Dan Schachte |
| Edward Belfour   | Gardiens                               | Martin Brodeur   |                                                                                           | Arbitrage : Terry Gregson Bill McCreary Gordon Broseker Dan Schachte |
| 6 min            | Pénalités                              | 12 min           |                                                                                           | Arbitrage : Terry Gregson Bill McCreary Gordon Broseker Dan Schachte |
| 31               | Tirs                                   | 45               |                                                                                           | Arbitrage : Terry Gregson Bill McCreary Gordon Broseker Dan Schachte |

## Meilleurs pointeurs
| Joueur         | Équipe       | PJ | B  | A  | Pts | +/- | Pun |
| -------------- | ------------ | -- | -- | -- | --- | --- | --- |
| Brett Hull     | Dallas       | 23 | 11 | 13 | 24  | 3   | 4   |
| Mike Modano    | Dallas       | 23 | 10 | 13 | 23  | 3   | 10  |
| Jason Arnott   | New Jersey   | 23 | 8  | 12 | 20  | 7   | 18  |
| Patrik Eliáš   | New Jersey   | 23 | 7  | 13 | 20  | 9   | 9   |
| Mark Recchi    | Philadelphie | 18 | 6  | 12 | 18  | 3   | 6   |
| Peter Sýkora   | New Jersey   | 23 | 9  | 8  | 17  | 8   | 10  |
| Jaromír Jágr   | Pittsburgh   | 11 | 8  | 8  | 16  | 5   | 6   |
| Peter Forsberg | Colorado     | 16 | 7  | 8  | 15  | 9   | 12  |
| Adam Deadmarsh | Colorado     | 17 | 4  | 11 | 15  | 7   | 21  |
| Chris Drury    | Colorado     | 17 | 4  | 10 | 14  | 7   | 4   |

### Feuilles de match
Les feuilles de match sont issues du site officiel en français de la Ligue nationale de hockey : http://www.nhl.com

#### Quarts de finale d'association
1. ↑  Philadelphie vs Buffalo - 13/04/00
2. ↑  Philadelphie vs Buffalo - 14/04/00
3. ↑  Philadelphie vs Buffalo - 16/04/00
4. ↑  Philadelphie vs Buffalo - 18/04/00
5. ↑  Philadelphie vs Buffalo - 20/04/00
6. ↑  Washington vs Pittsburgh - 13/04/00
7. ↑  Washington vs Pittsburgh - 15/04/00
8. ↑  Washington vs Pittsburgh - 17/04/00
9. ↑  Washington vs Pittsburgh - 19/04/00
10. ↑  Washington vs Pittsburgh - 21/04/00
11. ↑  Toronto vs Ottawa - 12/04/00
12. ↑  Toronto vs Ottawa - 15/04/00
13. ↑  Toronto vs Ottawa - 17/04/00
14. ↑  Toronto vs Ottawa - 19/04/00
15. ↑  Toronto vs Ottawa - 22/04/00
16. ↑  Toronto vs Ottawa - 24/04/00
17. ↑  New Jersey vs Floride - 13/04/00
18. ↑  New Jersey vs Floride - 16/04/00
19. ↑  New Jersey vs Floride - 18/04/00
20. ↑  New Jersey vs Floride - 20/04/00
21. ↑  Saint-Louis vs San José - 12/04/00
22. ↑  Saint-Louis vs San José - 15/04/00
23. ↑  Saint-Louis vs San José - 17/04/00
24. ↑  Saint-Louis vs San José - 19/04/00
25. ↑  Saint-Louis vs San José - 21/04/00
26. ↑  Saint-Louis vs San José - 23/04/00
27. ↑  Saint-Louis vs San José - 25/04/00
28. ↑  Dallas vs Edmonton - 12/04/00
29. ↑  Dallas vs Edmonton - 13/04/00
30. ↑  Dallas vs Edmonton - 16/04/00
31. ↑  Dallas vs Edmonton - 18/04/00
32. ↑  Dallas vs Edmonton - 21/04/00
33. ↑  Colorado vs Phoenix - 13/04/00
34. ↑  Colorado vs Phoenix - 15/04/00
35. ↑  Colorado vs Phoenix - 17/04/00
36. ↑  Colorado vs Phoenix - 19/04/00
37. ↑  Colorado vs Phoenix - 21/04/00
38. ↑  Détroit vs Los Angeles - 13/04/00
39. ↑  Détroit vs Los Angeles - 15/04/00
40. ↑  Détroit vs Los Angeles - 17/04/00
41. ↑  Détroit vs Los Angeles - 19/04/00

#### Demi-finales d'association
1. ↑  Philadelphie vs Pittsburgh - 27/04/00
2. ↑  Philadelphie vs Pittsburgh - 29/04/00
3. ↑  Philadelphie vs Pittsburgh - 2/05/00
4. ↑  Philadelphie vs Pittsburgh - 4/05/00
5. ↑  Philadelphie vs Pittsburgh - 7/05/00
6. ↑  Philadelphie vs Pittsburgh - 9/05/00
7. ↑  Toronto vs New Jersey - 27/04/00
8. ↑  Toronto vs New Jersey - 29/04/00
9. ↑  Toronto vs New Jersey - 1/05/00
10. ↑  Toronto vs New Jersey - 3/05/00
11. ↑  Toronto vs New Jersey - 6/05/00
12. ↑  Toronto vs New Jersey - 8/05/00
13. ↑  Dallas vs San José - 28/04/00
14. ↑  Dallas vs San José - 30/04/00
15. ↑  Dallas vs San José - 2/05/00
16. ↑  Dallas vs San José - 5/05/00
17. ↑  Dallas vs San José - 7/05/00
18. ↑  Détroit vs Colorado - 27/04/00
19. ↑  Détroit vs Colorado - 29/04/00
20. ↑  Détroit vs Colorado - 1/05/00
21. ↑  Détroit vs Colorado - 3/05/00
22. ↑  Détroit vs Colorado - 5/05/00

#### Finales d'association
1. ↑  New Jersey vs Philadelphie - 14/05/00
2. ↑  New Jersey vs Philadelphie - 16/05/00
3. ↑  New Jersey vs Philadelphie - 18/05/00
4. ↑  New Jersey vs Philadelphie - 20/05/00
5. ↑  New Jersey vs Philadelphie - 22/05/00
6. ↑  New Jersey vs Philadelphie - 24/05/00
7. ↑  New Jersey vs Philadelphie - 26/05/00
8. ↑  Dallas vs Colorado - 13/05/00
9. ↑  Dallas vs Colorado - 15/05/00
10. ↑  Dallas vs Colorado - 19/05/00
11. ↑  Dallas vs Colorado - 21/05/00
12. ↑  Dallas vs Colorado - 23/05/00
13. ↑  Dallas vs Colorado - 25/05/00
14. ↑  Dallas vs Colorado - 27/05/00

#### Finale de la Coupe Stanley
1. ↑  New Jersey vs Dallas- 30/05/00
2. ↑  New Jersey vs Dallas- 01/06/00
3. ↑  New Jersey vs Dallas- 03/06/00
4. ↑  New Jersey vs Dallas- 05/06/00
5. ↑  New Jersey vs Dallas- 08/06/00
6. ↑  New Jersey vs Dallas- 10/06/00